# Lijst van gemeentelijke monumenten in Delft/Centrum-Oost

Buurt 03: Centrum-Oost

De buurt Centrum-Oost in het centrum van de gemeente Delft kent 176 gemeentelijke monumenten. Hieronder een overzicht.
| Object | Bouwjaar  | Architect         | Locatie                                  | Coördinaten                  | Nr.       | Afbeelding |
| --- | --------- | ----------------- | ---------------------------------------- | ---------------------------- | --------- | --- |
| Voormalig winkelpand met bovenwoning, 19e-eeuws van karakter, maar in oorsprong mogelijk ouder. Onderkelderd achtergedeelte ter plaatse van opkamer. | 1800-1900 |                   | Doelenstraat 14                          | 52° 0' 55" NB, 4° 21' 27" OL | 0503/1104 | Voormalig winkelpand met bovenwoning, 19e-eeuws van karakter, maar in oorsprong mogelijk ouder. Onderkelderd achtergedeelte ter plaatse van opkamer. |
| Pand grotendeels in 1909-1910 ontstaan als pand met beneden- en bovenwoning. Toen is een ouder pand verhoogd en van een nieuwe indeling en voorgevel voorzien, naar ontwerp van architect C.J.L. Kersbergen, in opdracht van de Diaconie van de Evangelisch Lutherse Gemeente. Voorgevel in sobere traditionalistisch-classicistische vormen. | 1909-1910 | C.J.L. Kersbergen | Doelenstraat 16/18                       | 52° 0' 55" NB, 4° 21' 27" OL | 0503/1105 | Pand grotendeels in 1909-1910 ontstaan als pand met beneden- en bovenwoning. Toen is een ouder pand verhoogd en van een nieuwe indeling en voorgevel voorzien, naar ontwerp van architect C.J.L. Kersbergen, in opdracht van de Diaconie van de Evangelisch Lutherse Gemeente. Voorgevel in sobere traditionalistisch-classicistische vormen. |
| Woonhuis, enige tijd wellicht in gebruik geweest als stadsboerderij, later, mogelijk tot in het midden van de 20e eeuw slagerij, met een winkel en een abattoir. Voorgevel uit de 19e eeuw in sobere traditioneel-classicistische vormen, maar pand in oorsprong ouder, mogelijk nog uit de late 17e eeuw. Aan de achterzijde een voormalige stal, bij de slagerij in gebruik geweest als abattoir. In 20e eeuw, met name inwendig, ingrijpend verbouwd ten behoeve van de woonfunctie. | 1800-1900 |                   | Doelenstraat 34/36                       | 52° 0' 55" NB, 4° 21' 29" OL | 0503/1106 | Woonhuis, enige tijd wellicht in gebruik geweest als stadsboerderij, later, mogelijk tot in het midden van de 20e eeuw slagerij, met een winkel en een abattoir. Voorgevel uit de 19e eeuw in sobere traditioneel-classicistische vormen, maar pand in oorsprong ouder, mogelijk nog uit de late 17e eeuw. Aan de achterzijde een voormalige stal, bij de slagerij in gebruik geweest als abattoir. In 20e eeuw, met name inwendig, ingrijpend verbouwd ten behoeve van de woonfunctie. |
| Pand, 19e-eeuws van karakter maar in oorsprong mogelijk uit de 17e eeuw, na de kruithuisontploffing van 1654, en gebouwd als onderdeel van een blokje met in oorsprong drie woningen onder één kap, in eenvoudige traditionele vormen. Gemoderniseerd in de 19e en 20e eeuw. | 1600-1700 |                   | Doelenstraat 40/42                       | 52° 0' 55" NB, 4° 21' 29" OL | 0503/1107 | Pand, 19e-eeuws van karakter maar in oorsprong mogelijk uit de 17e eeuw, na de kruithuisontploffing van 1654, en gebouwd als onderdeel van een blokje met in oorsprong drie woningen onder één kap, in eenvoudige traditionele vormen. Gemoderniseerd in de 19e en 20e eeuw. |
| Twee samengevoegde woningen, 19e-eeuws van karakter maar in oorsprong mogelijk uit de 17e eeuw, maar in ieder geval van na de kruithuisontploffing van 1654, en gebouwd als onderdeel van een blokje met in oorsprong drie woningen onder één kap, in eenvoudige traditionele vormen. Gemoderniseerd in de 19e en 20e eeuw. | 1600-1700 |                   | Doelenstraat 44                          | 52° 0' 56" NB, 4° 21' 29" OL | 0503/1108 | Twee samengevoegde woningen, 19e-eeuws van karakter maar in oorsprong mogelijk uit de 17e eeuw, maar in ieder geval van na de kruithuisontploffing van 1654, en gebouwd als onderdeel van een blokje met in oorsprong drie woningen onder één kap, in eenvoudige traditionele vormen. Gemoderniseerd in de 19e en 20e eeuw. |
| Pand, ooit gesplitst in twee woningen die later weer tot één functioneel geheel zijn samengevoegd. In oorsprong mogelijk nog 17e-eeuws en gebouwd na de kruithuisontploffing van 1654. Topgevel aan zijde van de Paardenmarkt aangebracht in 1972 in veronderstelde historische vormen. Het pand maakte in oorsprong mogelijk deel uit van een blokje woningen waartoe ook Paardenmarkt 37, 38 en 39 behoren. | 1650-1700 |                   | Doelenstraat 56                          | 52° 0' 56" NB, 4° 21' 31" OL | 0503/1109 | Pand, ooit gesplitst in twee woningen die later weer tot één functioneel geheel zijn samengevoegd. In oorsprong mogelijk nog 17e-eeuws en gebouwd na de kruithuisontploffing van 1654. Topgevel aan zijde van de Paardenmarkt aangebracht in 1972 in veronderstelde historische vormen. Het pand maakte in oorsprong mogelijk deel uit van een blokje woningen waartoe ook Paardenmarkt 37, 38 en 39 behoren. |
| Woonhuis in rijtje van drie, in opzet identieke arbeiderswoningen uit het midden van de 19e eeuw, waarschijnlijk uit 1861, in sobere traditioneel-neoclassicistische vormen. Het pand is voor de gemeente Delft van belang vanwege de cultuurhistorische en architectuurhistorische waarde en van belang als onderdeel van het rijtje Doelenstraat 75-79. | 1850      |                   | Doelenstraat 75                          | 52° 0' 56" NB, 4° 21' 31" OL | 0503/273  | Woonhuis in rijtje van drie, in opzet identieke arbeiderswoningen uit het midden van de 19e eeuw, waarschijnlijk uit 1861, in sobere traditioneel-neoclassicistische vormen. Het pand is voor de gemeente Delft van belang vanwege de cultuurhistorische en architectuurhistorische waarde en van belang als onderdeel van het rijtje Doelenstraat 75-79. |
| Woonhuis in rijtje van drie, in opzet identieke arbeiderswoningen uit het midden van de 19e eeuw, waarschijnlijk uit 1861, in sobere traditioneel-neoclassicistische vormen. Het pand is voor de gemeente Delft van belang vanwege de cultuurhistorisch en architectuurhistorische waarde en van belang als onderdeel van het rijtje Doelenstraat 75-79. | 1850      |                   | Doelenstraat 77                          | 52° 0' 56" NB, 4° 21' 31" OL | 0503/274  | Woonhuis in rijtje van drie, in opzet identieke arbeiderswoningen uit het midden van de 19e eeuw, waarschijnlijk uit 1861, in sobere traditioneel-neoclassicistische vormen. Het pand is voor de gemeente Delft van belang vanwege de cultuurhistorisch en architectuurhistorische waarde en van belang als onderdeel van het rijtje Doelenstraat 75-79. |
| Woonhuis in rijtje van drie, in opzet identieke arbeiderswoningen uit het midden van de 19e eeuw, waarschijnlijk uit 1861, in sobere traditioneel-neoclassicistische vormen. Het pand is voor de gemeente Delft van belang vanwege de cultuurhistorisch en architectuurhistorische waarde en van belang als onderdeel van het rijtje Doelenstraat 75-79. | 1850      |                   | Doelenstraat 79                          | 52° 0' 56" NB, 4° 21' 32" OL | 0503/275  | Woonhuis in rijtje van drie, in opzet identieke arbeiderswoningen uit het midden van de 19e eeuw, waarschijnlijk uit 1861, in sobere traditioneel-neoclassicistische vormen. Het pand is voor de gemeente Delft van belang vanwege de cultuurhistorisch en architectuurhistorische waarde en van belang als onderdeel van het rijtje Doelenstraat 75-79. |
| Hoekpand, door geblokte bepleistering en mansardedak 19e-eeuws van karakter, maar in oorsprong mogelijk al gebouwd vlak na de kruithuisontploffing van 1654. Wijzigingen onder meer in de 19e eeuw en in 1958. | 1800-1900 |                   | Doelenstraat 133                         | 52° 0' 57" NB, 4° 21' 34" OL | 0503/1103 | Hoekpand, door geblokte bepleistering en mansardedak 19e-eeuws van karakter, maar in oorsprong mogelijk al gebouwd vlak na de kruithuisontploffing van 1654. Wijzigingen onder meer in de 19e eeuw en in 1958. |
| Woonhuis in rijtje van drie in principe gelijke panden, in 1865 gebouwd in een sobere traditioneel-classicistische trant. Het pand is met de andere panden in het blokje van algemeen belang voor de gemeente Delft vanwege de cultuurhistorische waarde. Het is van belang als vrij vroeg voorbeeld van arbeiderswoningbouw in de binnenstad. | 1865      |                   | Houthaak 6                               | 52° 0' 51" NB, 4° 21' 46" OL | 0503/308  | Woonhuis in rijtje van drie in principe gelijke panden, in 1865 gebouwd in een sobere traditioneel-classicistische trant. Het pand is met de andere panden in het blokje van algemeen belang voor de gemeente Delft vanwege de cultuurhistorische waarde. Het is van belang als vrij vroeg voorbeeld van arbeiderswoningbouw in de binnenstad. |
| Woonhuis in rijtje van drie in principe gelijke panden, in 1865 gebouwd in een sobere traditioneel-classicistische trant. Het pand is met de andere panden in het blokje van algemeen belang voor de gemeente Delft vanwege de cultuurhistorische waarde. Het is van belang als vrij vroeg voorbeeld van arbeiderswoningbouw in de binnenstad. | 1865      |                   | Houthaak 8                               | 52° 0' 51" NB, 4° 21' 46" OL | 0503/310  | Woonhuis in rijtje van drie in principe gelijke panden, in 1865 gebouwd in een sobere traditioneel-classicistische trant. Het pand is met de andere panden in het blokje van algemeen belang voor de gemeente Delft vanwege de cultuurhistorische waarde. Het is van belang als vrij vroeg voorbeeld van arbeiderswoningbouw in de binnenstad. |
| Woonhuis in rijtje van drie in principe gelijke panden, in 1865 gebouwd in een sobere traditioneel-classicistische trant. Het pand is met de andere panden in het blokje van algemeen belang voor de gemeente Delft vanwege de cultuurhistorische waarde. Het is van belang als vrij vroeg voorbeeld van arbeiderswoningbouw in de binnenstad. | 1865      |                   | Houthaak 10                              | 52° 0' 51" NB, 4° 21' 46" OL | 0503/311  | Woonhuis in rijtje van drie in principe gelijke panden, in 1865 gebouwd in een sobere traditioneel-classicistische trant. Het pand is met de andere panden in het blokje van algemeen belang voor de gemeente Delft vanwege de cultuurhistorische waarde. Het is van belang als vrij vroeg voorbeeld van arbeiderswoningbouw in de binnenstad. |
| Winkelwoonhuis, uit de tweede helft van de 19e eeuw, in een eclectisch-classicistische stijl. | 1850-1900 |                   | Verwersdijk 190, Kantoorgracht 1a        | 52° 0' 58" NB, 4° 21' 21" OL | 0503/1235 | Winkelwoonhuis, uit de tweede helft van de 19e eeuw, in een eclectisch-classicistische stijl. |
| Winkelwoonhuis, in opzet mogelijk uit de 17e eeuw of ouder, met een, deels als topgevel beëindigde, voorgevel uit 1911 in neorenaissance vormen. | 1600-1699 |                   | Nieuwe Langendijk 2a/2b/2c               | 52° 0' 45" NB, 4° 21' 44" OL | 0503/452  | Winkelwoonhuis, in opzet mogelijk uit de 17e eeuw of ouder, met een, deels als topgevel beëindigde, voorgevel uit 1911 in neorenaissance vormen. |
| Winkelwoonhuis, in oorsprong 17e-eeuws of ouder, gemoderniseerd in de 19e eeuw in een traditioneel-classicistische stijl. | 1600-1699 |                   | Nieuwe Langendijk 58/58a                 | 52° 0' 48" NB, 4° 21' 49" OL | 0503/1130 | Winkelwoonhuis, in oorsprong 17e-eeuws of ouder, gemoderniseerd in de 19e eeuw in een traditioneel-classicistische stijl. |
| Pand met beneden- en bovenwoning, in 1892 door aannemer A. Schaller, naar eigen ontwerp gebouwd in een eclectisch bouwtrant. | 1892      | N Rodenburg       | Nieuwe Langendijk 60/60a                 | 52° 0' 48" NB, 4° 21' 49" OL | 0503/1131 | Pand met beneden- en bovenwoning, in 1892 door aannemer A. Schaller, naar eigen ontwerp gebouwd in een eclectisch bouwtrant. |
| Pand, in oorsprong bedrijfspand met bovenwoning, in 1912 door en voor aannemer R. Ouwerling, gebouwd in een eclectische bouwtrant met invloeden van de Nieuwe Kunst. | 1912      | R. Ouwerling      | Nieuwe Langendijk 68/68a                 | 52° 0' 48" NB, 4° 21' 49" OL | 0503/1132 | Pand, in oorsprong bedrijfspand met bovenwoning, in 1912 door en voor aannemer R. Ouwerling, gebouwd in een eclectische bouwtrant met invloeden van de Nieuwe Kunst. |
| Woonhuis in sobere traditioneel-classicistische vormen, uit d 19e eeuw, in oorsprong mogelijk ouder. | 1894      | C.J.L. Kersbergen | Nieuwe Langendijk 72                     | 52° 0' 48" NB, 4° 21' 50" OL | 0503/1133 | Woonhuis in sobere traditioneel-classicistische vormen, uit d 19e eeuw, in oorsprong mogelijk ouder. |
| Woonhuis, in 1894 ontworpen door C.J.L. Kersbergen, in een verzorgde traditionele bouwtrant. Het is een overwegend gaaf bewaard gebleven pand dat van belang is als werk in het oeuvre van C.J.L. Kersbergen, dat rond 1900 onder invloed komt van de Nieuwe Kunst en het werk van Berlage. | 1894      | C.J.L. Kersbergen | Nieuwe Langendijk 74                     | 52° 0' 48" NB, 4° 21' 50" OL | 0503/98   | Woonhuis, in 1894 ontworpen door C.J.L. Kersbergen, in een verzorgde traditionele bouwtrant. Het is een overwegend gaaf bewaard gebleven pand dat van belang is als werk in het oeuvre van C.J.L. Kersbergen, dat rond 1900 onder invloed komt van de Nieuwe Kunst en het werk van Berlage. |
| Pand met beneden en bovenwoning, in de 19e eeuw gebouwd in een sobere traditioneel-classicistische stijl. | 1800-1899 |                   | Nieuwe Langendijk 78                     | 52° 0' 49" NB, 4° 21' 50" OL | 0503/1134 | Pand met beneden en bovenwoning, in de 19e eeuw gebouwd in een sobere traditioneel-classicistische stijl. |
| Pand met beneden- en bovenwoning, in de tweede helft van de 19e eeuw gebouwd, in een traditioneel-classicistische stijl. | 1850-1899 |                   | Nieuwe Langendijk 80/82                  | 52° 0' 49" NB, 4° 21' 51" OL | 0503/1135 | Pand met beneden- en bovenwoning, in de tweede helft van de 19e eeuw gebouwd, in een traditioneel-classicistische stijl. |
| Woonhuis uit de tweede helft van de 19e eeuw, in sobere traditioneel-classicistische vormen. | 1850-1899 |                   | Nieuwe Langendijk 84                     | 52° 0' 49" NB, 4° 21' 51" OL | 0503/1754 | Woonhuis uit de tweede helft van de 19e eeuw, in sobere traditioneel-classicistische vormen. |
| Pand, in oorsprong 17e-eeuws of ouder, voorgevel in sobere traditioneel-classicistische vormen uit de late 18e of vroege 19e eeuw, op de begane grond later gewijzigd. | 1600-1699 |                   | Nieuwe Langendijk 92/94                  | 52° 0' 49" NB, 4° 21' 51" OL | 0503/1136 | Pand, in oorsprong 17e-eeuws of ouder, voorgevel in sobere traditioneel-classicistische vormen uit de late 18e of vroege 19e eeuw, op de begane grond later gewijzigd. |
| Pand met beneden- en bovenwoning, in 1906 gebouwd in een decoratieve bouwtrant met traditionalistische kenmerken en invloeden van de Nieuwe Kunst. | 1906      |                   | Nieuwe Langendijk 102/104                | 52° 0' 49" NB, 4° 21' 52" OL | 0503/1137 | Pand met beneden- en bovenwoning, in 1906 gebouwd in een decoratieve bouwtrant met traditionalistische kenmerken en invloeden van de Nieuwe Kunst. |
| Woonhuis, onderdeel van een rijtje van vijf in oorsprong gelijke of gespiegelde arbeiderswoningen uit circa 1865. Opgetrokken in een sobere traditioneel-classicistische trant. Het pand is, met de andere panden in het rijtje, van algemeen belang voor de gemeente Delft vanwege de cultuurhistorische waarde. Het is van belang als goed en relatief gaaf voorbeeld van arbeiderswoningbouw in het derde kwart van de 19e eeuw. | 1865      |                   | Oosterstraat 5                           | 52° 0' 50" NB, 4° 21' 52" OL | 0503/658  | Woonhuis, onderdeel van een rijtje van vijf in oorsprong gelijke of gespiegelde arbeiderswoningen uit circa 1865. Opgetrokken in een sobere traditioneel-classicistische trant. Het pand is, met de andere panden in het rijtje, van algemeen belang voor de gemeente Delft vanwege de cultuurhistorische waarde. Het is van belang als goed en relatief gaaf voorbeeld van arbeiderswoningbouw in het derde kwart van de 19e eeuw. |
| Woonhuis, onderdeel van een rijtje van vijf in oorsprong gelijke of gespiegelde arbeiderswoningen uit circa 1865. Opgetrokken in een sobere traditioneel-classicistische trant. Het pand is, met de andere panden in het rijtje, van algemeen belang voor de gemeente Delft vanwege de cultuurhistorische waarde. Het is van belang als goed en relatief gaaf voorbeeld van arbeiderswoningbouw in het derde kwart van de 19e eeuw. | 1865      |                   | Oosterstraat 7                           | 52° 0' 50" NB, 4° 21' 52" OL | 0503/659  | Woonhuis, onderdeel van een rijtje van vijf in oorsprong gelijke of gespiegelde arbeiderswoningen uit circa 1865. Opgetrokken in een sobere traditioneel-classicistische trant. Het pand is, met de andere panden in het rijtje, van algemeen belang voor de gemeente Delft vanwege de cultuurhistorische waarde. Het is van belang als goed en relatief gaaf voorbeeld van arbeiderswoningbouw in het derde kwart van de 19e eeuw. |
| Woonhuis, onderdeel van een rijtje van vijf in oorsprong gelijke of gespiegelde arbeiderswoningen uit circa 1865. Opgetrokken in een sobere traditioneel-classicistische trant. Het pand is, met de andere panden in het rijtje, van algemeen belang voor de gemeente Delft vanwege de cultuurhistorische waarde. Het is van belang als goed en relatief gaaf voorbeeld van arbeiderswoningbouw in het derde kwart van de 19e eeuw. | 1865      |                   | Oosterstraat 9                           | 52° 0' 50" NB, 4° 21' 51" OL | 0503/660  | Woonhuis, onderdeel van een rijtje van vijf in oorsprong gelijke of gespiegelde arbeiderswoningen uit circa 1865. Opgetrokken in een sobere traditioneel-classicistische trant. Het pand is, met de andere panden in het rijtje, van algemeen belang voor de gemeente Delft vanwege de cultuurhistorische waarde. Het is van belang als goed en relatief gaaf voorbeeld van arbeiderswoningbouw in het derde kwart van de 19e eeuw. |
| Woonhuis, onderdeel van een rijtje van vijf in oorsprong gelijke of gespiegelde arbeiderswoningen uit circa 1865. Opgetrokken in een sobere traditioneel-classicistische trant. Het pand is, met de andere panden in het rijtje, van algemeen belang voor de gemeente Delft vanwege de cultuurhistorische waarde. Het is van belang als goed en relatief gaaf voorbeeld van arbeiderswoningbouw in het derde kwart van de 19e eeuw. | 1865      |                   | Oosterstraat 11                          | 52° 0' 50" NB, 4° 21' 51" OL | 0503/661  | Woonhuis, onderdeel van een rijtje van vijf in oorsprong gelijke of gespiegelde arbeiderswoningen uit circa 1865. Opgetrokken in een sobere traditioneel-classicistische trant. Het pand is, met de andere panden in het rijtje, van algemeen belang voor de gemeente Delft vanwege de cultuurhistorische waarde. Het is van belang als goed en relatief gaaf voorbeeld van arbeiderswoningbouw in het derde kwart van de 19e eeuw. |
| Woonhuis, onderdeel van een rijtje van vijf in oorsprong gelijke of gespiegelde arbeiderswoningen uit circa 1865. Opgetrokken in een sobere traditioneel-classicistische trant. Het pand is, met de andere panden in het rijtje, van algemeen belang voor de gemeente Delft vanwege de cultuurhistorische waarde. Het is van belang als goed en relatief gaaf voorbeeld van arbeiderswoningbouw in het derde kwart van de 19e eeuw. | 1865      |                   | Oosterstraat 13                          | 52° 0' 50" NB, 4° 21' 51" OL | 0503/662  | Woonhuis, onderdeel van een rijtje van vijf in oorsprong gelijke of gespiegelde arbeiderswoningen uit circa 1865. Opgetrokken in een sobere traditioneel-classicistische trant. Het pand is, met de andere panden in het rijtje, van algemeen belang voor de gemeente Delft vanwege de cultuurhistorische waarde. Het is van belang als goed en relatief gaaf voorbeeld van arbeiderswoningbouw in het derde kwart van de 19e eeuw. |
| Pand, midden-19e-eeuws van karakter, in opzet mogelijk 17e-eeuws. Rond 1830 in gebruik als deel van een dolhuiscomplex, wellicht het zogenaamde ¿beterhuis¿ genaamd de Drie Taarlingen, waartoe ook het rechts belendende blokje Oosterstraat 17-23 behoorde. Tot in de 20e eeuw winkelwoonhuis, op het laatst bakkerij. | 1800-1900 |                   | Trompetstraat 104, Oosterstraat 15       | 52° 0' 50" NB, 4° 21' 51" OL | 0503/664  | Pand, midden-19e-eeuws van karakter, in opzet mogelijk 17e-eeuws. Rond 1830 in gebruik als deel van een dolhuiscomplex, wellicht het zogenaamde ¿beterhuis¿ genaamd de Drie Taarlingen, waartoe ook het rechts belendende blokje Oosterstraat 17-23 behoorde. Tot in de 20e eeuw winkelwoonhuis, op het laatst bakkerij. |
| Woonhuis, onderdeel van het blokje Oosterstraat 17-19-21/23. Het blokje heeft een overwegend 19e-eeuws karakter maar is in oorsprong waarschijnlijk 17e-eeuws. In het achterhuis van Oosterstraat 21/23 is een vroeg-17e-eeuws paviljoenachtig gebouw opgenomen dat in de loop der tijd sterk is verbouwd. Het blokje panden heeft deel uitgemaakt van een complex dat tot in de 19e eeuw als particulier "Dolhuis" in gebruik was. Waarschijnlijk gaat het om het zogenaamd "beterhuis" genaamd "De Drie Taarlingen" dat via een poort vanaf de Vlamingstraat toegankelijk was. Het pand is van belang als onderdeel van het blokje Oosterstraat 17-19-21/23. Dat blokje is voor de gemeente Delft van algemeen belang vanwege de architectuurhistorische en cultuurhistorische waarde. Het is van belang vanwege de vroegere bestemming als beterhuis of dolhuis. Het is de enig bekende representant van zo'n instelling waarvan er diverse in Delft waren en waarom Delft een zekere bekendheid genoot. Het gedeelte rechts achter is ondanks de verminkingen van belang als enig bekend voorbeeld van een vroeg-17e-eeuws paviljoenachtig gebouw, wellicht tuinhuis of tuinkoepel zoal er vroeger vele geweest moeten zijn. | 1800-1900 |                   | Oosterstraat 17                          | 52° 0' 50" NB, 4° 21' 51" OL | 0503/665  | Woonhuis, onderdeel van het blokje Oosterstraat 17-19-21/23. Het blokje heeft een overwegend 19e-eeuws karakter maar is in oorsprong waarschijnlijk 17e-eeuws. In het achterhuis van Oosterstraat 21/23 is een vroeg-17e-eeuws paviljoenachtig gebouw opgenomen dat in de loop der tijd sterk is verbouwd. Het blokje panden heeft deel uitgemaakt van een complex dat tot in de 19e eeuw als particulier "Dolhuis" in gebruik was. Waarschijnlijk gaat het om het zogenaamd "beterhuis" genaamd "De Drie Taarlingen" dat via een poort vanaf de Vlamingstraat toegankelijk was. Het pand is van belang als onderdeel van het blokje Oosterstraat 17-19-21/23. Dat blokje is voor de gemeente Delft van algemeen belang vanwege de architectuurhistorische en cultuurhistorische waarde. Het is van belang vanwege de vroegere bestemming als beterhuis of dolhuis. Het is de enig bekende representant van zo'n instelling waarvan er diverse in Delft waren en waarom Delft een zekere bekendheid genoot. Het gedeelte rechts achter is ondanks de verminkingen van belang als enig bekend voorbeeld van een vroeg-17e-eeuws paviljoenachtig gebouw, wellicht tuinhuis of tuinkoepel zoal er vroeger vele geweest moeten zijn. |
| Woonhuis, onderdeel van het blokje Oosterstraat 17-19-21/23. Het blokje heeft een overwegend 19e-eeuws karakter maar is in oorsprong waarschijnlijk 17e-eeuws. In het achterhuis van Oosterstraat 21/23 is een vroeg-17e-eeuws paviljoenachtig gebouw opgenomen dat in de loop der tijd sterk is verbouwd. Het blokje panden heeft deel uitgemaakt van een complex dat tot in de 19e eeuw als particulier "Dolhuis" in gebruik was. Waarschijnlijk gaat het om het zogenaamd "beterhuis" genaamd "De Drie Taarlingen" dat via een poort vanaf de Vlamingstraat toegankelijk was. Het pand is van belang als onderdeel van het blokje Oosterstraat 17-19-21/23. Dat blokje is voor de gemeente Delft van algemeen belang vanwege de architectuurhistorische en cultuurhistorische waarde. Het is van belang vanwege de vroegere bestemming als beterhuis of dolhuis. Het is de enig bekende representant van zo'n instelling waarvan er diverse in Delft waren en waarom Delft een zekere bekendheid genoot. Het gedeelte rechts achter is ondanks de verminkingen van belang als enig bekend voorbeeld van een vroeg-17e-eeuws paviljoenachtig gebouw, wellicht tuinhuis of tuinkoepel zoal er vroeger vele geweest moeten zijn. | 1800-1900 |                   | Oosterstraat 19                          | 52° 0' 51" NB, 4° 21' 51" OL | 0503/666  | Woonhuis, onderdeel van het blokje Oosterstraat 17-19-21/23. Het blokje heeft een overwegend 19e-eeuws karakter maar is in oorsprong waarschijnlijk 17e-eeuws. In het achterhuis van Oosterstraat 21/23 is een vroeg-17e-eeuws paviljoenachtig gebouw opgenomen dat in de loop der tijd sterk is verbouwd. Het blokje panden heeft deel uitgemaakt van een complex dat tot in de 19e eeuw als particulier "Dolhuis" in gebruik was. Waarschijnlijk gaat het om het zogenaamd "beterhuis" genaamd "De Drie Taarlingen" dat via een poort vanaf de Vlamingstraat toegankelijk was. Het pand is van belang als onderdeel van het blokje Oosterstraat 17-19-21/23. Dat blokje is voor de gemeente Delft van algemeen belang vanwege de architectuurhistorische en cultuurhistorische waarde. Het is van belang vanwege de vroegere bestemming als beterhuis of dolhuis. Het is de enig bekende representant van zo'n instelling waarvan er diverse in Delft waren en waarom Delft een zekere bekendheid genoot. Het gedeelte rechts achter is ondanks de verminkingen van belang als enig bekend voorbeeld van een vroeg-17e-eeuws paviljoenachtig gebouw, wellicht tuinhuis of tuinkoepel zoal er vroeger vele geweest moeten zijn. |
| Woonhuis, onderdeel van het blokje Oosterstraat 17-19-21/23. Het blokje heeft een overwegend 19e-eeuws karakter maar is in oorsprong waarschijnlijk 17e-eeuws. In het achterhuis van Oosterstraat 21/23 is een vroeg-17e-eeuws paviljoenachtig gebouw opgenomen dat in de loop der tijd sterk is verbouwd. Het blokje panden heeft deel uitgemaakt van een complex dat tot in de 19e eeuw als particulier ¿Dolhuis¿ in gebruik was. Waarschijnlijk gaat het om het zogenaamd ¿beterhuis¿ genaamd ¿de drie Taarlingen¿ dat via een poort vanaf de Vlamingstraat toegankelijk was. | 1600-1700 |                   | Oosterstraat 21/23                       | 52° 0' 51" NB, 4° 21' 50" OL | 0503/667  | Woonhuis, onderdeel van het blokje Oosterstraat 17-19-21/23. Het blokje heeft een overwegend 19e-eeuws karakter maar is in oorsprong waarschijnlijk 17e-eeuws. In het achterhuis van Oosterstraat 21/23 is een vroeg-17e-eeuws paviljoenachtig gebouw opgenomen dat in de loop der tijd sterk is verbouwd. Het blokje panden heeft deel uitgemaakt van een complex dat tot in de 19e eeuw als particulier ¿Dolhuis¿ in gebruik was. Waarschijnlijk gaat het om het zogenaamd ¿beterhuis¿ genaamd ¿de drie Taarlingen¿ dat via een poort vanaf de Vlamingstraat toegankelijk was. |
| Winkelwoonhuis, in 1921 gebouwd in een traditionele stijl met enige invloeden van de Amsterdamse School. | 1921      |                   | Oosterstraat 41                          | 52° 0' 52" NB, 4° 21' 48" OL | 0503/1880 | Winkelwoonhuis, in 1921 gebouwd in een traditionele stijl met enige invloeden van de Amsterdamse School. |
| Winkelwoonhuis, rond 1900 gebouwd, en rond 1920 op de begane grond verbouwd, in een vrij drukke eclectische bouwtrant met wonderlijke bouwkundige en decoratieve details. Het pand is voor de gemeente Delft van algemeen belang vanwege de cultuurhistorische waarde. Het is van belang vanwege de bijzondere architectuur waarbij rond 1900, en bij een verbouwing rond 1920, veel fantasie aan de dag is gelegd om een decoratief gevelbeeld te bereiken. | 1900      |                   | Oosterstraat 43                          | 52° 0' 52" NB, 4° 21' 48" OL | 0503/669  | Winkelwoonhuis, rond 1900 gebouwd, en rond 1920 op de begane grond verbouwd, in een vrij drukke eclectische bouwtrant met wonderlijke bouwkundige en decoratieve details. Het pand is voor de gemeente Delft van algemeen belang vanwege de cultuurhistorische waarde. Het is van belang vanwege de bijzondere architectuur waarbij rond 1900, en bij een verbouwing rond 1920, veel fantasie aan de dag is gelegd om een decoratief gevelbeeld te bereiken. |
| Voormalig winkelpand, in oorsprong mogelijk woonhuis, 19e-eeuws van karakter maar in opzet mogelijk nog 17e-eeuws. | 1600-1700 |                   | Oosterstraat 69                          | 52° 0' 53" NB, 4° 21' 47" OL | 0503/1141 | Voormalig winkelpand, in oorsprong mogelijk woonhuis, 19e-eeuws van karakter maar in opzet mogelijk nog 17e-eeuws. |
| Woning in bouwblok met beneden- en bovenwoningen. Het blok van in totaal veertien woningen is in de periode 1926-1930 gebouwd in een sobere strakke bouwtrant met invloeden van Frank Lloyd Wright en Jan Wils. De woning is van algemeen belang als onderdeel van het bouwblok dat in zijn geheel van algemeen belang is voor de gemeente Delft vanwege de architectonische waarde. Het is van belang als voorbeeld van woningbouwarchitectuur zoals die in de jaren twintig en dertig, met name in Den Haag en omgeving werd toegepast. | 1926-1930 |                   | Oostplantsoen 126/127                    | 52° 0' 59" NB, 4° 21' 38" OL | 0503/386  | Woning in bouwblok met beneden- en bovenwoningen. Het blok van in totaal veertien woningen is in de periode 1926-1930 gebouwd in een sobere strakke bouwtrant met invloeden van Frank Lloyd Wright en Jan Wils. De woning is van algemeen belang als onderdeel van het bouwblok dat in zijn geheel van algemeen belang is voor de gemeente Delft vanwege de architectonische waarde. Het is van belang als voorbeeld van woningbouwarchitectuur zoals die in de jaren twintig en dertig, met name in Den Haag en omgeving werd toegepast. |
| Woning in bouwblok met beneden- en bovenwoningen. Het blok van in totaal veertien woningen is in de periode 1926-1930 gebouwd in een sobere strakke bouwtrant met invloeden van Frank Lloyd Wright en Jan Wils. | 1926-1930 |                   | Oostplantsoen 128/129                    | 52° 0' 59" NB, 4° 21' 38" OL | 0503/388  | Woning in bouwblok met beneden- en bovenwoningen. Het blok van in totaal veertien woningen is in de periode 1926-1930 gebouwd in een sobere strakke bouwtrant met invloeden van Frank Lloyd Wright en Jan Wils. |
| Woning in bouwblok met beneden- en bovenwoningen. Het blok van in totaal veertien woningen is in de periode 1926-1930 gebouwd in een sobere strakke bouwtrant met invloeden van Frank Lloyd Wright en Jan Wils. De woning is van algemeen belang als onderdeel van het bouwblok dat in zijn geheel van algemeen belang is voor de gemeente Delft vanwege de architectonische waarde. Het is van belang als voorbeeld van woningbouwarchitectuur zoals die in de jaren twintig en dertig, met name in Den Haag en omgeving werd toegepast. | 1926-1930 |                   | Oostplantsoen 130/131                    | 52° 0' 60" NB, 4° 21' 38" OL | 0503/390  | Woning in bouwblok met beneden- en bovenwoningen. Het blok van in totaal veertien woningen is in de periode 1926-1930 gebouwd in een sobere strakke bouwtrant met invloeden van Frank Lloyd Wright en Jan Wils. De woning is van algemeen belang als onderdeel van het bouwblok dat in zijn geheel van algemeen belang is voor de gemeente Delft vanwege de architectonische waarde. Het is van belang als voorbeeld van woningbouwarchitectuur zoals die in de jaren twintig en dertig, met name in Den Haag en omgeving werd toegepast. |
| Woning in bouwblok met beneden- en bovenwoningen. Het blok van in totaal veertien woningen is in de periode 1926-1930 gebouwd in een sobere strakke bouwtrant met invloeden van Frank Lloyd Wright en Jan Wils. De woning is van algemeen belang als onderdeel van het bouwblok dat in zijn geheel van algemeen belang is voor de gemeente Delft vanwege de architectonische waarde. Het is van belang als voorbeeld van woningbouwarchitectuur zoals die in de jaren twintig en dertig, met name in Den Haag en omgeving werd toegepast. | 1926-1930 |                   | Oostplantsoen 132/133                    | 52° 0' 60" NB, 4° 21' 37" OL | 0503/392  | Woning in bouwblok met beneden- en bovenwoningen. Het blok van in totaal veertien woningen is in de periode 1926-1930 gebouwd in een sobere strakke bouwtrant met invloeden van Frank Lloyd Wright en Jan Wils. De woning is van algemeen belang als onderdeel van het bouwblok dat in zijn geheel van algemeen belang is voor de gemeente Delft vanwege de architectonische waarde. Het is van belang als voorbeeld van woningbouwarchitectuur zoals die in de jaren twintig en dertig, met name in Den Haag en omgeving werd toegepast. |
| Woning in bouwblok met beneden- en bovenwoningen. Het blok van in totaal veertien woningen is in de periode 1926-1930 gebouwd in een sobere strakke bouwtrant met invloeden van Frank Lloyd Wright en Jan Wils. De woning is van algemeen belang als onderdeel van het bouwblok dat in zijn geheel van algemeen belang is voor de gemeente Delft vanwege de architectonische waarde. Het is van belang als voorbeeld van woningbouwarchitectuur zoals die in de jaren twintig en dertig, met name in Den Haag en omgeving werd toegepast. | 1926-1930 |                   | Oostplantsoen 134/135                    | 52° 0' 60" NB, 4° 21' 37" OL | 0503/394  | Woning in bouwblok met beneden- en bovenwoningen. Het blok van in totaal veertien woningen is in de periode 1926-1930 gebouwd in een sobere strakke bouwtrant met invloeden van Frank Lloyd Wright en Jan Wils. De woning is van algemeen belang als onderdeel van het bouwblok dat in zijn geheel van algemeen belang is voor de gemeente Delft vanwege de architectonische waarde. Het is van belang als voorbeeld van woningbouwarchitectuur zoals die in de jaren twintig en dertig, met name in Den Haag en omgeving werd toegepast. |
| Woning in bouwblok met beneden- en bovenwoningen. Het blok van in totaal veertien woningen is in de periode 1926-1930 gebouwd in een sobere strakke bouwtrant met invloeden van Frank Lloyd Wright en Jan Wils. De woning is van algemeen belang als onderdeel van het bouwblok dat in zijn geheel van algemeen belang is voor de gemeente Delft vanwege de architectonische waarde. Het is van belang als voorbeeld van woningbouwarchitectuur zoals die in de jaren twintig en dertig, met name in Den Haag en omgeving werd toegepast. | 1926-1930 |                   | Oostplantsoen 136/137                    | 52° 0' 60" NB, 4° 21' 37" OL | 0503/396  | Woning in bouwblok met beneden- en bovenwoningen. Het blok van in totaal veertien woningen is in de periode 1926-1930 gebouwd in een sobere strakke bouwtrant met invloeden van Frank Lloyd Wright en Jan Wils. De woning is van algemeen belang als onderdeel van het bouwblok dat in zijn geheel van algemeen belang is voor de gemeente Delft vanwege de architectonische waarde. Het is van belang als voorbeeld van woningbouwarchitectuur zoals die in de jaren twintig en dertig, met name in Den Haag en omgeving werd toegepast. |
| Woning in bouwblok met beneden- en bovenwoningen. Het blok van in totaal veertien woningen is in de periode 1926-1930 gebouwd in een sobere strakke bouwtrant met invloeden van Frank Lloyd Wright en Jan Wils. | 1926-1930 |                   | Oostplantsoen 138/139                    | 52° 1' 0" NB, 4° 21' 37" OL  | 0503/398  | Woning in bouwblok met beneden- en bovenwoningen. Het blok van in totaal veertien woningen is in de periode 1926-1930 gebouwd in een sobere strakke bouwtrant met invloeden van Frank Lloyd Wright en Jan Wils. |
| Woonhuis met een in zeer decoratief metselwerk opgetrokken voorgevel uit 1922 in een expressionistische bouwtrant geïnspireerd op de Amsterdamse school. Het is een goed voorbeeld hoe door een plaatselijke aannemer architectonische middelen, ontleend aan expressionisme c.q. Amsterdamse School, op een enigszins naïeve vorm zijn toegepast. | 1922      |                   | Paardenmarkt 2                           | 52° 0' 59" NB, 4° 21' 34" OL | 0503/519  | Woonhuis met een in zeer decoratief metselwerk opgetrokken voorgevel uit 1922 in een expressionistische bouwtrant geïnspireerd op de Amsterdamse school. Het is een goed voorbeeld hoe door een plaatselijke aannemer architectonische middelen, ontleend aan expressionisme c.q. Amsterdamse School, op een enigszins naïeve vorm zijn toegepast. |
| Pand, in oorsprong onderdeel van een om de hoek met de Doelenstraat omgezet rijtje woningen waartoe ook Doelenstraat 56, Paardenmarkt 37, 38 en 39 behoren. Mogelijk nog daterend uit de tweede helft van de 17e eeuw en gebouwd na de kruithuisontploffing van 1654. Topgevel aan zijde van de Paardenmarkt in 1972 aangebracht in veronderstelde historische vormen. | 1650-1699 |                   | Paardenmarkt 36                          | 52° 0' 56" NB, 4° 21' 31" OL | 0503/1144 | Pand, in oorsprong onderdeel van een om de hoek met de Doelenstraat omgezet rijtje woningen waartoe ook Doelenstraat 56, Paardenmarkt 37, 38 en 39 behoren. Mogelijk nog daterend uit de tweede helft van de 17e eeuw en gebouwd na de kruithuisontploffing van 1654. Topgevel aan zijde van de Paardenmarkt in 1972 aangebracht in veronderstelde historische vormen. |
| Pand, oorspronkelijk in blokje van meerdere panden, met Paardenmarkt 38 en 39 en mogelijk ook 36. Uiterlijk 19e-eeuws van karakter, maar in oorsprong mogelijk nog 17e-eeuws. | 1800-1899 |                   | Paardenmarkt 37                          | 52° 0' 56" NB, 4° 21' 31" OL | 0503/1145 | Pand, oorspronkelijk in blokje van meerdere panden, met Paardenmarkt 38 en 39 en mogelijk ook 36. Uiterlijk 19e-eeuws van karakter, maar in oorsprong mogelijk nog 17e-eeuws. |
| Pand, oorspronkelijk in blokje van meerdere panden, met Paardenmarkt 37 en 39 en mogelijk ook 36. Uiterlijk 19e-eeuws van karakter, maar in oorsprong mogelijk nog 17e-eeuws. | 1800-1899 |                   | Paardenmarkt 38                          | 52° 0' 56" NB, 4° 21' 30" OL | 0503/1146 | Pand, oorspronkelijk in blokje van meerdere panden, met Paardenmarkt 37 en 39 en mogelijk ook 36. Uiterlijk 19e-eeuws van karakter, maar in oorsprong mogelijk nog 17e-eeuws. |
| Pand, oorspronkelijk in blokje van meerdere panden, met Paardenmarkt 37 en 38 en mogelijk ook 36. Uiterlijk 19e-eeuws van karakter, maar in oorsprong mogelijk nog 17e-eeuws. | 1800-1899 |                   | Paardenmarkt 39                          | 52° 0' 57" NB, 4° 21' 30" OL | 0503/1147 | Pand, oorspronkelijk in blokje van meerdere panden, met Paardenmarkt 37 en 38 en mogelijk ook 36. Uiterlijk 19e-eeuws van karakter, maar in oorsprong mogelijk nog 17e-eeuws. |
| Pand in blokje van twee woningen onder een kap, met voorgevel uit het derde kwart van de 19e eeuw, in opzet ouder en samen een geheel op L-vormige plattegrond. Het blokje is van algemeen belang voor de gemeente delft vanwege de cultuurhistorische waarde. De steile puntgevel aan de achterzijde van de rechter woning is vernieuwd in oude baksteen. Aan de achterzijde van de linker woning een moderne uitbouw. | 1850-1875 |                   | Paardenmarkt 40                          | 52° 0' 57" NB, 4° 21' 30" OL | 0503/518  | Pand in blokje van twee woningen onder een kap, met voorgevel uit het derde kwart van de 19e eeuw, in opzet ouder en samen een geheel op L-vormige plattegrond. Het blokje is van algemeen belang voor de gemeente delft vanwege de cultuurhistorische waarde. De steile puntgevel aan de achterzijde van de rechter woning is vernieuwd in oude baksteen. Aan de achterzijde van de linker woning een moderne uitbouw. |
| Pand in blokje van twee woningen onder een kap, met voorgevel uit het derde kwart van de 19e eeuw, in opzet ouder en samen een geheel op L-vormige plattegrond. Het blokje is van algemeen belang voor de gemeente delft vanwege de cultuurhistorische waarde. De steile puntgevel aan de achterzijde van de rechter woning is vernieuwd in oude baksteen. Aan de achterzijde van de linker woning een moderne uitbouw. Inwendig enkelvoudige balklagen. Traditionele grenen schaargebinten met gehakte telmerken. | 1850-1875 |                   | Paardenmarkt 41                          | 52° 0' 57" NB, 4° 21' 30" OL | 0503/517  | Pand in blokje van twee woningen onder een kap, met voorgevel uit het derde kwart van de 19e eeuw, in opzet ouder en samen een geheel op L-vormige plattegrond. Het blokje is van algemeen belang voor de gemeente delft vanwege de cultuurhistorische waarde. De steile puntgevel aan de achterzijde van de rechter woning is vernieuwd in oude baksteen. Aan de achterzijde van de linker woning een moderne uitbouw. Inwendig enkelvoudige balklagen. Traditionele grenen schaargebinten met gehakte telmerken. |
| Woonhuis, in sobere eclectisch-classicistische vormen, uit de 19e eeuw. | 1800-1899 |                   | Paardenmarkt 53                          | 52° 0' 58" NB, 4° 21' 28" OL | 0503/1216 | Woonhuis, in sobere eclectisch-classicistische vormen, uit de 19e eeuw. |
| Gedeelte van bowlingcentrum, oorspronkelijk Paardenmarkt 63, 64 en 65; rijtje van drie voormalige woningen, hofjesachtig complex, in opzet mogelijk nog 17e-eeuws. Het voormalige rijtje woningen is voor de gemeente Delft van algemeen belang vanwege de cultuurhistorische waarde. Het is een herinnering aan de vele hofjesachtige complexen die na de ontploffing van het kruithuis in 1654, zijn aangelegd en dienen om de enorme bevolkingsgroei in de tweede helft van de 17e eeuw op te vangen. | 1600-1700 |                   | Paardenmarkt 74, Kantoorgracht 70        | 52° 0' 60" NB, 4° 21' 26" OL | 0503/520  | Meer afbeeldingen |
| Gedeelte van Bowlingcentrum, oorspronkelijk Paardenmarkt 63, 64 en 65; rijtje van drie voormalige woningen, hofjesachtig complex, in opzet mogelijk nog 17e-eeuws. | 1900-1925 |                   | Paardenmarkt 74                          | 52° 0' 60" NB, 4° 21' 26" OL | 0503/1148 | Gedeelte van Bowlingcentrum, oorspronkelijk Paardenmarkt 63, 64 en 65; rijtje van drie voormalige woningen, hofjesachtig complex, in opzet mogelijk nog 17e-eeuws. |
| Pand in rijtje van vier, in opzet identieke, traditioneel vormgegeven woningen uit de 19e eeuw, Pluympot 4t/m 10. | 1800-1899 |                   | Pluympot 4                               | 52° 0' 49" NB, 4° 21' 34" OL | 0503/1149 | Pand in rijtje van vier, in opzet identieke, traditioneel vormgegeven woningen uit de 19e eeuw, Pluympot 4t/m 10. |
| Pand in rijtje van vier, in opzet identieke, traditioneel vormgegeven woningen uit de 19e eeuw, Pluympot 4t/m 10. | 1800-1899 |                   | Pluympot 6                               | 52° 0' 49" NB, 4° 21' 34" OL | 0503/1150 | Pand in rijtje van vier, in opzet identieke, traditioneel vormgegeven woningen uit de 19e eeuw, Pluympot 4t/m 10. |
| Pand in rijtje van vier, in opzet identieke, traditioneel vormgegeven woningen uit de 19e eeuw, Pluympot 4t/m 10. | 1800-1899 |                   | Pluympot 8                               | 52° 0' 49" NB, 4° 21' 34" OL | 0503/1151 | Pand in rijtje van vier, in opzet identieke, traditioneel vormgegeven woningen uit de 19e eeuw, Pluympot 4t/m 10. |
| Pand in rijtje van vier, in opzet identieke, traditioneel vormgegeven woningen uit de 19e eeuw, Pluympot 4t/m 10. | 1800-1899 |                   | Pluympot 10                              | 52° 0' 50" NB, 4° 21' 34" OL | 0503/1152 | Pand in rijtje van vier, in opzet identieke, traditioneel vormgegeven woningen uit de 19e eeuw, Pluympot 4t/m 10. |
| Winkelwoonhuis met een tuitgevel in sobere traditionalistische vormen. Uit de 19e eeuw. Op achterterrein een 19e-eeuwse traditioneel-utilitair vormgegeven opslagloods, die lange tijd bestemd is geweest voor de opslag van brandstoffen. | 1800-1900 |                   | Verwersdijk 24/26 en Pluympot 11         | 52° 0' 50" NB, 4° 21' 33" OL | 0503/1181 | Meer afbeeldingen |
| Woonhuis met klokgevel, mogelijk uit de 18e eeuw. Pand in oorsprong misschien ouder maar van na de kruithuisontploffing van 1654. | 1700-1799 |                   | Raam 7                                   | 52° 0' 52" NB, 4° 21' 40" OL | 0503/1153 | Woonhuis met klokgevel, mogelijk uit de 18e eeuw. Pand in oorsprong misschien ouder maar van na de kruithuisontploffing van 1654. |
| Woonhuis, in de 19e eeuw gebouwd in een sobere traditionele bouwtrant. In de 20e eeuw gemoderniseerd. | 1800-1899 |                   | Raam 9                                   | 52° 0' 52" NB, 4° 21' 40" OL | 0503/1154 | Woonhuis, in de 19e eeuw gebouwd in een sobere traditionele bouwtrant. In de 20e eeuw gemoderniseerd. |
| Woonhuis met klokgevel uit 1745. Gemoderniseerd in de 19e en/of 20e eeuw. | 1745      |                   | Raam 19                                  | 52° 0' 52" NB, 4° 21' 40" OL | 0503/1155 | Woonhuis met klokgevel uit 1745. Gemoderniseerd in de 19e en/of 20e eeuw. |
| Pand, in 1919 gebouwd als RK Parochiale jongensschool naar een ontwerp van J.Th. van Rossum in een aan de Amsterdamse School verwante bouwstijl. | 1919      | J. Th. Van Rossum | Raam 20/ 20a/20b/20c/20d                 | 52° 0' 53" NB, 4° 21' 41" OL | 0503/1884 | Pand, in 1919 gebouwd als RK Parochiale jongensschool naar een ontwerp van J.Th. van Rossum in een aan de Amsterdamse School verwante bouwstijl. |
| Pand met beneden-en bovenwoning, uit de 19e eeuw, in traditioneel-classicistische vormen. Gerestaureerd circa 1985. | 1800-1899 |                   | Raam 46/48                               | 52° 0' 54" NB, 4° 21' 39" OL | 0503/1157 | Pand met beneden-en bovenwoning, uit de 19e eeuw, in traditioneel-classicistische vormen. Gerestaureerd circa 1985. |
| Pand uit de 19e eeuw in sobere traditioneel-classicistische vormen, in oorsprong met afzonderlijk woon-en pakhuis. In de 20e eeuw gerenoveerd. | 1800-1899 |                   | Raam 50a                                 | 52° 0' 55" NB, 4° 21' 39" OL | 0503/1158 | Pand uit de 19e eeuw in sobere traditioneel-classicistische vormen, in oorsprong met afzonderlijk woon-en pakhuis. In de 20e eeuw gerenoveerd. |
| Pand in oorsprong uit de 17e eeuw en met slechts één bouwlaag en een zolder. Later, mogelijk in de 19e eeuw verhoogd. Opgedeeld in de twee huidige woningen, wellicht ook in de 19e eeuw. | 1600-1699 |                   | Raam 52/54                               | 52° 0' 55" NB, 4° 21' 39" OL | 0503/1159 | Pand in oorsprong uit de 17e eeuw en met slechts één bouwlaag en een zolder. Later, mogelijk in de 19e eeuw verhoogd. Opgedeeld in de twee huidige woningen, wellicht ook in de 19e eeuw. |
| Voormalige dienstwoning van het voormalige Waterloopkundig Laboratorium van de Technische Hogeschool. In 1933 gebouwd in een aan het Nieuwe Bouwen verwante bouwstijl, naar een ontwerp van ir. H. Kammer uit 1931. | 1933      | H Kammer          | Raam 63                                  | 52° 0' 55" NB, 4° 21' 37" OL | 0503/1156 | Voormalige dienstwoning van het voormalige Waterloopkundig Laboratorium van de Technische Hogeschool. In 1933 gebouwd in een aan het Nieuwe Bouwen verwante bouwstijl, naar een ontwerp van ir. H. Kammer uit 1931. |
| Winkelwoonhuis op de noordelijke hoek van Verwersdijk en Rietveld, in 1889 gebouwd in een sobere eclectisch-classicistische stijl. | 1889      |                   | Rietveld 2/2a, Verwersdijk 2             | 52° 0' 48" NB, 4° 21' 34" OL | 0503/1173 | Winkelwoonhuis op de noordelijke hoek van Verwersdijk en Rietveld, in 1889 gebouwd in een sobere eclectisch-classicistische stijl. |
| Woonhuis, in oorsprong mogelijk met winkel- of bedrijfsruimte, 19e-eeuws van karakter, maar in oorsprong mogelijk ouder. Sobere traditionele bouwtrant. | 1800-1900 |                   | Rietveld 7                               | 52° 0' 48" NB, 4° 21' 35" OL | 0503/1160 | Woonhuis, in oorsprong mogelijk met winkel- of bedrijfsruimte, 19e-eeuws van karakter, maar in oorsprong mogelijk ouder. Sobere traditionele bouwtrant. |
| Pand met twee woningen, met voorgevel uit de late 19e eeuw. Blijkens de vrij liggende linker zijgevel die op de begane grond oud metselwerk toont, is het pand in oorsprong ouder. | 1850-1899 |                   | Rietveld 45/47                           | 52° 0' 49" NB, 4° 21' 38" OL | 0503/1820 | Pand met twee woningen, met voorgevel uit de late 19e eeuw. Blijkens de vrij liggende linker zijgevel die op de begane grond oud metselwerk toont, is het pand in oorsprong ouder. |
| Voormalige Openbare Lagere School, rond 1900 gebouwd, waarschijnlijk naar een ontwerp van de gemeentearchitect M.A.C. Hartman die verantwoordelijk was voor de bijbehorende onderwijzerswoning, Vlamingstraat 22. | 1900      | M.A.C. Hartman    | Rietveld 49                              | 52° 0' 49" NB, 4° 21' 39" OL | 0503/1885 | Voormalige Openbare Lagere School, rond 1900 gebouwd, waarschijnlijk naar een ontwerp van de gemeentearchitect M.A.C. Hartman die verantwoordelijk was voor de bijbehorende onderwijzerswoning, Vlamingstraat 22. |
| Winkelwoonhuis met voorgevel in traditioneel-classicistische vormen, mogelijk uit het midden van de 19e eeuw. Pand in opzet mogelijk ouder. | 1850      |                   | Rietveld 64                              | 52° 0' 50" NB, 4° 21' 36" OL | 0503/1174 | Winkelwoonhuis met voorgevel in traditioneel-classicistische vormen, mogelijk uit het midden van de 19e eeuw. Pand in opzet mogelijk ouder. |
| Pand met beneden- en bovenwoning, 19e-eeuws van karakter. In oorsprong waarschijnlijk ouder en ontstaan als onderdeel van drie vrijwel gelijkvormige woningen, mogelijk uit de 17e eeuw. Eind 20e eeuw ingrijpend gerenoveerd. | 1800-1899 |                   | Rietveld 77                              | 52° 0' 50" NB, 4° 21' 39" OL | 0503/1161 | Pand met beneden- en bovenwoning, 19e-eeuws van karakter. In oorsprong waarschijnlijk ouder en ontstaan als onderdeel van drie vrijwel gelijkvormige woningen, mogelijk uit de 17e eeuw. Eind 20e eeuw ingrijpend gerenoveerd. |
| Woonhuis, 19e-eeuws van karakter, in oorsprong waarschijnlijk ouder en ontstaan als onderdeel van een rijtje van drie vrijwel gelijkvormige woningen, mogelijk gebouwd in de 17e eeuw. In 1937 inwendig verbouwd. | 1800-1899 |                   | Rietveld 79/81                           | 52° 0' 50" NB, 4° 21' 39" OL | 0503/1370 | Woonhuis, 19e-eeuws van karakter, in oorsprong waarschijnlijk ouder en ontstaan als onderdeel van een rijtje van drie vrijwel gelijkvormige woningen, mogelijk gebouwd in de 17e eeuw. In 1937 inwendig verbouwd. |
| Woonhuis, 19e-eeuws van karakter maar in oorsprong waarschijnlijk ouder en ontstaan als onderdeel van een rijtje van drie vrijwel gelijkvormige woningen, mogelijk uit de 17e eeuw. Verbouwd in onder meer de eerste helft van de 20e eeuw. Kap uit 1974. | 1800-1900 |                   | Rietveld 81                              | 52° 0' 50" NB, 4° 21' 39" OL | 0503/1162 | Woonhuis, 19e-eeuws van karakter maar in oorsprong waarschijnlijk ouder en ontstaan als onderdeel van een rijtje van drie vrijwel gelijkvormige woningen, mogelijk uit de 17e eeuw. Verbouwd in onder meer de eerste helft van de 20e eeuw. Kap uit 1974. |
| Bedrijfspand met bovenwoning, in 1929 ontworpen en gebouwd door bouwkundige en aannemer C. Vlasbom, in een strakke bouwstijl met invloeden van de Haagse School. | 1929      |                   | Rietveld 86                              | 52° 0' 50" NB, 4° 21' 37" OL | 0503/1175 | Bedrijfspand met bovenwoning, in 1929 ontworpen en gebouwd door bouwkundige en aannemer C. Vlasbom, in een strakke bouwstijl met invloeden van de Haagse School. |
| Klein zaalgebouw voor gebedsdiensten, in 1907 gebouwd voor de "Vergadering van Gelovigen", ook bekend als de darbisten. De voorgevel is opgetrokken in een traditionalistische stijl met invloeden van de Nieuwe Kunst. | 1907      |                   | Rietveld 118                             | 52° 0' 51" NB, 4° 21' 39" OL | 0503/1176 | Klein zaalgebouw voor gebedsdiensten, in 1907 gebouwd voor de "Vergadering van Gelovigen", ook bekend als de darbisten. De voorgevel is opgetrokken in een traditionalistische stijl met invloeden van de Nieuwe Kunst. |
| Woonhuis met geblokt gepleisterde voorgevel, 19e-eeuws van karakter maar het pand is in oorsprong mogelijk ouder. | 1800-1899 |                   | Rietveld 131                             | 52° 0' 51" NB, 4° 21' 41" OL | 0503/1163 | Woonhuis met geblokt gepleisterde voorgevel, 19e-eeuws van karakter maar het pand is in oorsprong mogelijk ouder. |
| Blokje met pand met een beneden- en bovenwoning en een winkelwoonhuis, in een traditionalistische architectuur met invloeden van neorenaissance en Nieuwe Kunst. In opdracht van P.J. Loomans in 1909 ontworpen door M. van der Horst. | 1909      |                   | Rietveld 147a, 149                       | 52° 0' 52" NB, 4° 21' 43" OL | 0503/1886 | Upload foto |
| Blokje met beneden- en bovenwoningen, van het type portiekwoning, gebouwd naar een ontwerp van H.W. Elfferich uit 1938. | 1938      | H.W. Elfferich    | Rietveld 159/161/163                     | 52° 0' 52" NB, 4° 21' 44" OL | 0503/1164 | Blokje met beneden- en bovenwoningen, van het type portiekwoning, gebouwd naar een ontwerp van H.W. Elfferich uit 1938. |
| Woonhuis in blokjes van twee woningen, in oorsprong arbeiderswoningen, uit de tweede helft van de 19e eeuw in traditionele vormen. | 1850-1899 |                   | Rietveld 171                             | 52° 0' 52" NB, 4° 21' 45" OL | 0503/1165 | Woonhuis in blokjes van twee woningen, in oorsprong arbeiderswoningen, uit de tweede helft van de 19e eeuw in traditionele vormen. |
| Woonhuis in blokjes van twee woningen, in oorsprong arbeiderswoningen, uit de tweede helft van de 19e eeuw in traditionele vormen. | 1850-1899 |                   | Rietveld 173                             | 52° 0' 52" NB, 4° 21' 45" OL | 0503/1166 | Woonhuis in blokjes van twee woningen, in oorsprong arbeiderswoningen, uit de tweede helft van de 19e eeuw in traditionele vormen. |
| Woonhuis in 1863 gebouwd als arbeiderswoning in het rijtje Rietveld 175-187. Gebouwd in sobere traditioneel-classicistische vormen. Verbouwd onder meer in 1930. | 1863      |                   | Rietveld 177                             | 52° 0' 53" NB, 4° 21' 45" OL | 0503/1167 | Woonhuis in 1863 gebouwd als arbeiderswoning in het rijtje Rietveld 175-187. Gebouwd in sobere traditioneel-classicistische vormen. Verbouwd onder meer in 1930. |
| Woonhuis in 1863 gebouwd als arbeiderswoning in het rijtje van Rietveld 175-187. Gebouwd in sobere traditioneel classicistische vormen. Verbouwd onder meer in 1930. | 1863      |                   | Rietveld 179                             | 52° 0' 53" NB, 4° 21' 45" OL | 0503/1168 | Woonhuis in 1863 gebouwd als arbeiderswoning in het rijtje van Rietveld 175-187. Gebouwd in sobere traditioneel classicistische vormen. Verbouwd onder meer in 1930. |
| Woonhuis in 1863 gebouwd als arbeiderswoning in het rijtje van Rietveld 175-187. Gebouwd in sobere traditioneel classicistische vormen. Verbouwd onder meer in 1930. | 1863      |                   | Rietveld 181                             | 52° 0' 53" NB, 4° 21' 45" OL | 0503/1169 | Woonhuis in 1863 gebouwd als arbeiderswoning in het rijtje van Rietveld 175-187. Gebouwd in sobere traditioneel classicistische vormen. Verbouwd onder meer in 1930. |
| Woonhuis in 1863 gebouwd als arbeiderswoning in het rijtje van Rietveld 175-187. Gebouwd in sobere traditioneel classicistische vormen. Verbouwd onder meer in 1930. | 1863      |                   | Rietveld 183                             | 52° 0' 53" NB, 4° 21' 46" OL | 0503/1170 | Woonhuis in 1863 gebouwd als arbeiderswoning in het rijtje van Rietveld 175-187. Gebouwd in sobere traditioneel classicistische vormen. Verbouwd onder meer in 1930. |
| Woonhuis in 1863 gebouwd als arbeiderswoning in het rijtje van Rietveld 175-187. Gebouwd in sobere traditioneel classicistische vormen. Verbouwd onder meer in 1930. | 1863      |                   | Rietveld 185                             | 52° 0' 53" NB, 4° 21' 46" OL | 0503/1171 | Woonhuis in 1863 gebouwd als arbeiderswoning in het rijtje van Rietveld 175-187. Gebouwd in sobere traditioneel classicistische vormen. Verbouwd onder meer in 1930. |
| Woonhuis in 1863 gebouwd als arbeiderswoning in het rijtje van Rietveld 175-187. Gebouwd in sobere traditioneel classicistische vormen. Verbouwd onder meer in 1930. | 1863      |                   | Rietveld 187                             | 52° 0' 53" NB, 4° 21' 46" OL | 0503/1172 | Woonhuis in 1863 gebouwd als arbeiderswoning in het rijtje van Rietveld 175-187. Gebouwd in sobere traditioneel classicistische vormen. Verbouwd onder meer in 1930. |
| Complex van een voormalige stadsboerderij bestaande uit een woonhuis, met daarmee verbonden bedrijfsbebouwing, onder meer stallen, en links op het erf een kleine vrijstaande stal of schuur. Het complex dateert hoofdzakelijk uit het derde kwart van de 19e eeuw. Het woonhuis is gebouwd in een sobere traditioneel-classicistische bouwtrant. De overige bebouwing van het complex is uitgevoerd in zeer sobere traditionele en utilitaire vormen. Achter in het woonhuis bevindt zich een onderkelderd gedeelte met opkamer, dat in oorsprong ouder is. De voormalige boerderij is aangepast aan een woonfunctie. | 1850-1875 |                   | Rietveld 220                             | 52° 0' 53" NB, 4° 21' 44" OL | 0503/1177 | Complex van een voormalige stadsboerderij bestaande uit een woonhuis, met daarmee verbonden bedrijfsbebouwing, onder meer stallen, en links op het erf een kleine vrijstaande stal of schuur. Het complex dateert hoofdzakelijk uit het derde kwart van de 19e eeuw. Het woonhuis is gebouwd in een sobere traditioneel-classicistische bouwtrant. De overige bebouwing van het complex is uitgevoerd in zeer sobere traditionele en utilitaire vormen. Achter in het woonhuis bevindt zich een onderkelderd gedeelte met opkamer, dat in oorsprong ouder is. De voormalige boerderij is aangepast aan een woonfunctie. |
| Woonhuis, 19e-eeuws van karakter, in opzet mogelijk ouder. Het pand is van belang als goed voorbeeld van een klein binnenstadshuis. | 1800-1900 |                   | Trompetstraat 24                         | 52° 0' 47" NB, 4° 21' 43" OL | 0503/535  | Woonhuis, 19e-eeuws van karakter, in opzet mogelijk ouder. Het pand is van belang als goed voorbeeld van een klein binnenstadshuis. |
| Woonhuis in blokje van twee gespiegelde woningen uit de tweede helft van de 19e eeuw. Het pand is met het rechts belendende pand van algemeen belang voor de gemeente Delft vanwege de cultuurhistorische waarde. | 1850-1900 |                   | Trompetstraat 92                         | 52° 0' 50" NB, 4° 21' 49" OL | 0503/684  | Woonhuis in blokje van twee gespiegelde woningen uit de tweede helft van de 19e eeuw. Het pand is met het rechts belendende pand van algemeen belang voor de gemeente Delft vanwege de cultuurhistorische waarde. |
| Pand uit het midden van de 19e eeuw in sobere traditioneel-classicistische bouwtrant. | 1850      |                   | Van der Mastenstraat 4, Verwersdijk 144a | 52° 0' 56" NB, 4° 21' 24" OL | 0503/1125 | Upload foto |
| Pand in blokje van vijf panden, gebouwd in 1844 in een sobere traditioneel-classicistische trant. | 1844      |                   | Van der Mastenstraat 6                   | 52° 0' 56" NB, 4° 21' 24" OL | 0503/1217 | Upload foto |
| Pand in blokje van vijf panden, gebouwd in 1844 in een sobere traditioneel-classicistische trant. | 1844      |                   | Van der Mastenstraat 8                   | 52° 0' 56" NB, 4° 21' 24" OL | 0503/1218 | Upload foto |
| Pand in blokje van vijf panden, gebouwd in 1844 in een sobere traditioneel-classicistische trant. | 1844      |                   | Van der Mastenstraat 10                  | 52° 0' 56" NB, 4° 21' 25" OL | 0503/1219 | Upload foto |
| Pand in blokje van vijf panden, gebouwd in 1844 in een sobere traditioneel-classicistische trant. | 1844      |                   | Van der Mastenstraat 12                  | 52° 0' 56" NB, 4° 21' 25" OL | 0503/1220 | Upload foto |
| Pand in blokje van vijf panden, gebouwd in 1844 in een sobere traditioneel-classicistische trant. | 1844      |                   | Van der Mastenstraat 14                  | 52° 0' 56" NB, 4° 21' 25" OL | 0503/1221 | Upload foto |
| Woonhuis, vroeg-19e-eeuws van karakter maar in oorsprong mogelijk 17e-eeuws, in blokje van twee gebouwd in een traditioneel-classicistische bouwtrant. | 1800-1825 |                   | Van der Mastenstraat 31                  | 52° 0' 57" NB, 4° 21' 27" OL | 0503/1222 | Upload foto |
| Woonhuis, vroeg-19e-eeuws van karakter maar in oorsprong mogelijk 17e-eeuws, in blokje van twee gebouwd in een traditioneel-classicistische bouwtrant. | 1800-1825 |                   | Van der Mastenstraat 33                  | 52° 0' 57" NB, 4° 21' 28" OL | 0503/1223 | Upload foto |
| Pand met winkels en woningen, in oorsprong blokje met twee, in principe vrijwel gelijke woningen, mogelijk gebouwd in de eerste helft van de 19e eeuw en uitgevoerd in sobere empirevormen. Dakvorm en gemetselde dakkapellen traditionalistische vorm uit begin 20e eeuw. Winkelruimten met etalagepuien uit circa 1900 en uit eind 20e eeuw. | 1800-1850 |                   | Verwersdijk 4/4a/6                       | 52° 0' 48" NB, 4° 21' 33" OL | 0503/1180 | Pand met winkels en woningen, in oorsprong blokje met twee, in principe vrijwel gelijke woningen, mogelijk gebouwd in de eerste helft van de 19e eeuw en uitgevoerd in sobere empirevormen. Dakvorm en gemetselde dakkapellen traditionalistische vorm uit begin 20e eeuw. Winkelruimten met etalagepuien uit circa 1900 en uit eind 20e eeuw. |
| Winkelwoonhuis met voorgevel uit 1906 in traditionalistische vormen met invloeden van de Nieuwe Kunst, in opzet ouder. Het is een goed en relatief gaaf voorbeeld van architectuur uit het begin van de 20e eeuw met kenmerken van de Nieuwe Kunst. | 1906      |                   | Verwersdijk 30/30a                       | 52° 0' 50" NB, 4° 21' 31" OL | 0503/687  | Winkelwoonhuis met voorgevel uit 1906 in traditionalistische vormen met invloeden van de Nieuwe Kunst, in opzet ouder. Het is een goed en relatief gaaf voorbeeld van architectuur uit het begin van de 20e eeuw met kenmerken van de Nieuwe Kunst. |
| Woning, onderdeel van een blokje met beneden- en bovenwoningen, in totaal vijf woningen, uit het midden van de 19e eeuw in een traditioneel-classicistische bouwtrant. | 1850      |                   | Verwersdijk 80                           | 52° 0' 52" NB, 4° 21' 28" OL | 0503/695  | Woning, onderdeel van een blokje met beneden- en bovenwoningen, in totaal vijf woningen, uit het midden van de 19e eeuw in een traditioneel-classicistische bouwtrant. |
| Woningen, onderdeel van een blokje met beneden- en bovenwoningen, in totaal vijf woningen, uit het midden van de 19e eeuw in een traditioneel-classicistische bouwtrant. De woningen zijn van belang als onderdeel van het blokje Verwersdijk 78-80-82-84-86 dat als geheel van algemeen belang is voor de gemeente Delft vanwege de cultuurhistorische waarde. Het is een goed en vroeg voorbeeld van woningbouw met beneden- en bovenwoningen. | 1850      |                   | Verwersdijk 80 (was eerst 82)            | 52° 0' 52" NB, 4° 21' 28" OL | 0503/697  | Woningen, onderdeel van een blokje met beneden- en bovenwoningen, in totaal vijf woningen, uit het midden van de 19e eeuw in een traditioneel-classicistische bouwtrant. De woningen zijn van belang als onderdeel van het blokje Verwersdijk 78-80-82-84-86 dat als geheel van algemeen belang is voor de gemeente Delft vanwege de cultuurhistorische waarde. Het is een goed en vroeg voorbeeld van woningbouw met beneden- en bovenwoningen. |
| Woningen, onderdeel van een blokje met beneden- en bovenwoningen, in totaal vijf woningen, uit het midden van de 19e eeuw in een traditioneel-classicistische bouwtrant. | 1850      |                   | Verwersdijk 84/86                        | 52° 0' 53" NB, 4° 21' 28" OL | 0503/698  | Woningen, onderdeel van een blokje met beneden- en bovenwoningen, in totaal vijf woningen, uit het midden van de 19e eeuw in een traditioneel-classicistische bouwtrant. |
| Winkelwoonhuis, in oorsprong wellicht een 17e-eeuws woonhuis. Voorgevel in de 19e eeuw gemoderniseerd in traditioneel-classicistische vormen. Winkelpui uit circa 1905. | 1600-1700 |                   | Verwersdijk 96/98                        | 52° 0' 53" NB, 4° 21' 27" OL | 0503/1182 | Winkelwoonhuis, in oorsprong wellicht een 17e-eeuws woonhuis. Voorgevel in de 19e eeuw gemoderniseerd in traditioneel-classicistische vormen. Winkelpui uit circa 1905. |
| Pand in opzet 17e-eeuws of ouder. voorste gedeelte in de eerste helft van de 19e eeuw verbouwd en onder andere van een nieuwe voorgevel in empirestijl voorzien. Het pand is van algemeen belang voor de gemeente Delft vanwege de cultuurhistorische en bouwhistorische waarde. | 1600-1700 |                   | Verwersdijk 102/104                      | 52° 0' 53" NB, 4° 21' 27" OL | 0503/700  | Pand in opzet 17e-eeuws of ouder. voorste gedeelte in de eerste helft van de 19e eeuw verbouwd en onder andere van een nieuwe voorgevel in empirestijl voorzien. Het pand is van algemeen belang voor de gemeente Delft vanwege de cultuurhistorische en bouwhistorische waarde. |
| Klein winkel-woonhuis in sobere traditioneel-classicistische bouwtrant, 19e-eeuws van karakter maar in oorsprong wellicht ouder. | 1800-1900 |                   | Verwersdijk 106                          | 52° 0' 54" NB, 4° 21' 27" OL | 0503/701  | Klein winkel-woonhuis in sobere traditioneel-classicistische bouwtrant, 19e-eeuws van karakter maar in oorsprong wellicht ouder. |
| Woonhuis uit de 19e eeuw of eerder, in traditionele vormen. | 1800-1900 |                   | Verwersdijk 108                          | 52° 0' 54" NB, 4° 21' 26" OL | 0503/1822 | Woonhuis uit de 19e eeuw of eerder, in traditionele vormen. |
| Winkelwoonhuis, in de tweede helft van de 19e eeuw in een traditionalistisch-classicistische bouwtrant ontworpen als hoekpand, wellicht tegelijk met het links belendende pakhuis Verwersdijk 118. Het is van belang vanwege de relatie met het links belendende pand en vanwege de bijzondere hoekoplossing. Een toegevoegde waarde wordt gevormd door de ligging op een straathoek waar de architectuur op inspeelt. | 1850-1900 |                   | Verwersdijk 116                          | 52° 0' 54" NB, 4° 21' 26" OL | 0503/702  | Winkelwoonhuis, in de tweede helft van de 19e eeuw in een traditionalistisch-classicistische bouwtrant ontworpen als hoekpand, wellicht tegelijk met het links belendende pakhuis Verwersdijk 118. Het is van belang vanwege de relatie met het links belendende pand en vanwege de bijzondere hoekoplossing. Een toegevoegde waarde wordt gevormd door de ligging op een straathoek waar de architectuur op inspeelt. |
| Pakhuis, in de tweede helft van de 19e eeuw gebouwd in een traditionalistisch-classicistische bouwtrant, in oorsprong behorend bij het rechts belendende winkelwoonhuis Verwersdijk 116. | 1850-1900 |                   | Verwersdijk 118                          | 52° 0' 54" NB, 4° 21' 26" OL | 0503/1183 | Pakhuis, in de tweede helft van de 19e eeuw gebouwd in een traditionalistisch-classicistische bouwtrant, in oorsprong behorend bij het rechts belendende winkelwoonhuis Verwersdijk 116. |
| Winkelwoonhuis, 19e-eeuws van karakter maar in oorsprong mogelijk ouder. | 1800-1900 |                   | Verwersdijk 120                          | 52° 0' 54" NB, 4° 21' 26" OL | 0503/1184 | Winkelwoonhuis, 19e-eeuws van karakter maar in oorsprong mogelijk ouder. |
| Winkelwoonhuis in blokje van drie oorspronkelijke winkelwoonhuizen, 19e-eeuws van karakter. Het blokje is gebouwd ter plaatse van de vroegere 17e-eeuwse Lutherse kerk. | 1800-1900 |                   | Verwersdijk 134/136                      | 52° 0' 55" NB, 4° 21' 25" OL | 0503/1230 | Winkelwoonhuis in blokje van drie oorspronkelijke winkelwoonhuizen, 19e-eeuws van karakter. Het blokje is gebouwd ter plaatse van de vroegere 17e-eeuwse Lutherse kerk. |
| Winkelwoonhuis in blokje van drie oorspronkelijke winkelwoonhuizen, 19e-eeuws van karakter. Blokje gebouwd ter plaatse van de vroegere 17e-eeuwse Lutherse kerk. | 1800-1900 |                   | Verwersdijk 138                          | 52° 0' 55" NB, 4° 21' 24" OL | 0503/1231 | Winkelwoonhuis in blokje van drie oorspronkelijke winkelwoonhuizen, 19e-eeuws van karakter. Blokje gebouwd ter plaatse van de vroegere 17e-eeuwse Lutherse kerk. |
| Woonhuis in blokje van drie oorspronkelijke winkelwoonhuizen, 19e-eeuws van karakter. Blokje gebouwd ter plaatse van de vroegere, 17e-eeuwse Lutherse kerk. | 1800-1900 |                   | Verwersdijk 142                          | 52° 0' 55" NB, 4° 21' 24" OL | 0503/1232 | Woonhuis in blokje van drie oorspronkelijke winkelwoonhuizen, 19e-eeuws van karakter. Blokje gebouwd ter plaatse van de vroegere, 17e-eeuwse Lutherse kerk. |
| Pand met beneden- en bovenwoning, in het laatste kwart van de 19e eeuw gebouwd in een eclectische bouwstijl. | 1875-1900 |                   | Verwersdijk 172                          | 52° 0' 57" NB, 4° 21' 22" OL | 0503/1233 | Pand met beneden- en bovenwoning, in het laatste kwart van de 19e eeuw gebouwd in een eclectische bouwstijl. |
| Woonhuis, op de begane grond gedeeltelijk gewijzigd in bedrijfsruimte. In oorsprong waarschijnlijk laat-17e- of vroeg-18e-eeuws. | 1675-1725 |                   | Verwersdijk 178                          | 52° 0' 58" NB, 4° 21' 21" OL | 0503/1234 | Woonhuis, op de begane grond gedeeltelijk gewijzigd in bedrijfsruimte. In oorsprong waarschijnlijk laat-17e- of vroeg-18e-eeuws. |
| Woonhuis uit de tweede helft van de 17e eeuw, in latere tijd diverse malen verbouwd, in traditionele vormen. Het pand is voor de gemeente Delft van algemeen belang vanwege de herkenbaarheid van de lokaal topografische ontwikkeling met name de herbouw na de kruithuisontploffing van 1654. | 1650-1700 |                   | Verwersdijk 184                          | 52° 0' 58" NB, 4° 21' 21" OL | 0503/703  | Woonhuis uit de tweede helft van de 17e eeuw, in latere tijd diverse malen verbouwd, in traditionele vormen. Het pand is voor de gemeente Delft van algemeen belang vanwege de herkenbaarheid van de lokaal topografische ontwikkeling met name de herbouw na de kruithuisontploffing van 1654. |
| Blokje van drie woningen,19e eeuw van karakter, maar in opzet mogelijk nog 17e-eeuws en verhoogd in de 19e eeuw. | 1600      |                   | Vlamingstraat 1/3/5                      | 52° 0' 47" NB, 4° 21' 40" OL | 0503/373  | Blokje van drie woningen,19e eeuw van karakter, maar in opzet mogelijk nog 17e-eeuws en verhoogd in de 19e eeuw. |
| Hoekpand uit de eerste helft van de 19e eeuw in sobere traditioneel-classicistische vormen. | 1800-1850 |                   | Vlamingstraat 2/4                        | 52° 0' 47" NB, 4° 21' 38" OL | 0503/377  | Hoekpand uit de eerste helft van de 19e eeuw in sobere traditioneel-classicistische vormen. |
| Woonhuis voornamelijk 19e-eeuws van karakter, met een voorgevel in een sobere neoclassicistische bouwtrant. In oorsprong mogelijk ouder. Het pand is van algemeen belang vanwege de cultuurhistorische waarde. | 1800-1900 |                   | Vlamingstraat 7                          | 52° 0' 47" NB, 4° 21' 40" OL | 0503/379  | Woonhuis voornamelijk 19e-eeuws van karakter, met een voorgevel in een sobere neoclassicistische bouwtrant. In oorsprong mogelijk ouder. Het pand is van algemeen belang vanwege de cultuurhistorische waarde. |
| Woonhuis, in aanleg 17e-eeuws of ouder. Voorgevel gemoderniseerd, onder andere in de vroege 19e eeuw, en verhoogd in 1955. Het is bouwhistorisch van belang vanwege de ontstaansgeschiedenis. | 1600-1700 |                   | Vlamingstraat 11 (was eerst 9)           | 52° 0' 47" NB, 4° 21' 41" OL | 0503/380  | Woonhuis, in aanleg 17e-eeuws of ouder. Voorgevel gemoderniseerd, onder andere in de vroege 19e eeuw, en verhoogd in 1955. Het is bouwhistorisch van belang vanwege de ontstaansgeschiedenis. |
| Woonhuis, 19e-eeuws van karakter, in sobere traditionalistisch-classicistische vormen. In oorsprong mogelijk ouder en mogelijk verwant aan het rechts belendende pand. | 1800-1900 |                   | Vlamingstraat 11                         | 52° 0' 47" NB, 4° 21' 41" OL | 0503/414  | Woonhuis, 19e-eeuws van karakter, in sobere traditionalistisch-classicistische vormen. In oorsprong mogelijk ouder en mogelijk verwant aan het rechts belendende pand. |
| Woonhuis, 19e-eeuws van karakter maar in opzet mogelijk ouder, later aan de voorzijde iets verhoogd, in 1963 wederom maar nu over de volle diepte verhoogd en van een nieuwe kap voorzien. | 1800-1900 |                   | Vlamingstraat 13                         | 52° 0' 47" NB, 4° 21' 41" OL | 0503/415  | Woonhuis, 19e-eeuws van karakter maar in opzet mogelijk ouder, later aan de voorzijde iets verhoogd, in 1963 wederom maar nu over de volle diepte verhoogd en van een nieuwe kap voorzien. |
| Woonhuis, in oorsprong 16e- of 17e-eeuws, in de 19e eeuw gemoderniseerd. Gevel op de begane grond gewijzigd begin 20e eeuw. Het is bouwhistorische van belang vanwege de bouwgeschiedenis. | 1600-1700 |                   | Vlamingstraat 15                         | 52° 0' 47" NB, 4° 21' 41" OL | 0503/416  | Woonhuis, in oorsprong 16e- of 17e-eeuws, in de 19e eeuw gemoderniseerd. Gevel op de begane grond gewijzigd begin 20e eeuw. Het is bouwhistorische van belang vanwege de bouwgeschiedenis. |
| Pand met beneden- en bovenwoning, midden-19e-eeuws van karakter, in oorsprong mogelijk ouder. | 1850      |                   | Vlamingstraat 17/19                      | 52° 0' 47" NB, 4° 21' 41" OL | 0503/417  | Pand met beneden- en bovenwoning, midden-19e-eeuws van karakter, in oorsprong mogelijk ouder. |
| Pand met beneden- en bovenwoning, in oorsprong mogelijk 17e-eeuws of ouder, voorgevel 19e-eeuws van karakter sobere traditioneel-classicistische vormen. | 1600      |                   | Vlamingstraat 21                         | 52° 0' 47" NB, 4° 21' 41" OL | 0503/419  | Pand met beneden- en bovenwoning, in oorsprong mogelijk 17e-eeuws of ouder, voorgevel 19e-eeuws van karakter sobere traditioneel-classicistische vormen. |
| Woonhuis, vermoedelijk uit de tweede helft van de 17e eeuw, in sobere classicistische vormen met oorspronkelijk een rechte gevelbeëindiging. Pui gewijzigd in 1926. Het pand is van groot algemeen belang voor de gemeente Delft vanwege de cultuurhistorische en architectuurhistorische waarde. Het is een in Delft zeldzaam voorbeeld van een sober classicistisch woonhuis van middelgrote afmetingen uit de late 17e eeuw. | 1650-1700 |                   | Vlamingstraat 24                         | 52° 0' 47" NB, 4° 21' 40" OL | 0503/704  | Woonhuis, vermoedelijk uit de tweede helft van de 17e eeuw, in sobere classicistische vormen met oorspronkelijk een rechte gevelbeëindiging. Pui gewijzigd in 1926. Het pand is van groot algemeen belang voor de gemeente Delft vanwege de cultuurhistorische en architectuurhistorische waarde. Het is een in Delft zeldzaam voorbeeld van een sober classicistisch woonhuis van middelgrote afmetingen uit de late 17e eeuw. |
| Woonhuis, 19e-eeuws van karakter, in sobere traditioneel-classicistische vormen. | 1800-1900 |                   | Vlamingstraat 25                         | 52° 0' 47" NB, 4° 21' 42" OL | 0503/421  | Woonhuis, 19e-eeuws van karakter, in sobere traditioneel-classicistische vormen. |
| Winkelwoonhuis met voorgevel uit de tweede helft van de 19e eeuw in een eclectisch-classicistische stijl. Winkelpui in vrij strakke vormen, in 1932 ontworpen door J.B.A. Loomans en in 1934 in gewijzigde vorm uitgevoerd. Achter het hoofdhuis een iets smaller, in aanleg mogelijk ouder achterhuis. Het pand is voor de gemeente Delft van algemeen belang vanwege de cultuurhistorische waarde. Het pand is van belang als voorbeeld van een eclectisch-classicistische stijl. | 1850-1900 | J.B.A. Loomans    | Vlamingstraat 26/26b                     | 52° 0' 48" NB, 4° 21' 40" OL | 0503/705  | Winkelwoonhuis met voorgevel uit de tweede helft van de 19e eeuw in een eclectisch-classicistische stijl. Winkelpui in vrij strakke vormen, in 1932 ontworpen door J.B.A. Loomans en in 1934 in gewijzigde vorm uitgevoerd. Achter het hoofdhuis een iets smaller, in aanleg mogelijk ouder achterhuis. Het pand is voor de gemeente Delft van algemeen belang vanwege de cultuurhistorische waarde. Het pand is van belang als voorbeeld van een eclectisch-classicistische stijl. |
| Woonhuis, voorgevel in sobere 19e-eeuwse vormen, in oorsprong wellicht 17e-eeuws of ouder. | 1800-1900 |                   | Vlamingstraat 27                         | 52° 0' 47" NB, 4° 21' 42" OL | 0503/422  | Woonhuis, voorgevel in sobere 19e-eeuwse vormen, in oorsprong wellicht 17e-eeuws of ouder. |
| Woonhuis, gebruikt of verbouwd geweest als bedrijfspand met bovenwoning. Voorgevel mogelijk uit de eerste helft van de 19e eeuw, pand zelf in opzet mogelijk ouder. | 1800-1850 |                   | Vlamingstraat 29/29a                     | 52° 0' 48" NB, 4° 21' 42" OL | 0503/423  | Woonhuis, gebruikt of verbouwd geweest als bedrijfspand met bovenwoning. Voorgevel mogelijk uit de eerste helft van de 19e eeuw, pand zelf in opzet mogelijk ouder. |
| Winkelwoonhuis, in oorsprong 17e-eeuws of ouder, gewijzigd en van een nieuwe, traditionalistisch-classicistische voorgevel voorzien in de tweede helft van de 19e eeuw. | 1600-1699 |                   | Vlamingstraat 34/34a/34b                 | 52° 0' 48" NB, 4° 21' 41" OL | 0503/706  | Winkelwoonhuis, in oorsprong 17e-eeuws of ouder, gewijzigd en van een nieuwe, traditionalistisch-classicistische voorgevel voorzien in de tweede helft van de 19e eeuw. |
| Woonhuis in opzet 17e-eeuws of ouder, gemoderniseerd in de 19e eeuw en voorzien van een gepleisterde lijstgevel. Het is een relatief gaaf en goed voorbeeld van een middelgroot woonhuis uit de 17e eeuw of eerder. | 1600-1700 |                   | Vlamingstraat 35                         | 52° 0' 48" NB, 4° 21' 43" OL | 0503/425  | Woonhuis in opzet 17e-eeuws of ouder, gemoderniseerd in de 19e eeuw en voorzien van een gepleisterde lijstgevel. Het is een relatief gaaf en goed voorbeeld van een middelgroot woonhuis uit de 17e eeuw of eerder. |
| Woonhuis met voorgevel uit de 19e eeuw in sobere classicistische vormen, maar in opzet wellicht 17e-eeuws of ouder. De gevel is een goed en gaaf voorbeeld van het sobere classicisme uit de 19e eeuw. | 1800-1900 |                   | Vlamingstraat 39                         | 52° 0' 48" NB, 4° 21' 43" OL | 0503/413  | Woonhuis met voorgevel uit de 19e eeuw in sobere classicistische vormen, maar in opzet wellicht 17e-eeuws of ouder. De gevel is een goed en gaaf voorbeeld van het sobere classicisme uit de 19e eeuw. |
| Pand met beneden- en bovenwoning, rond 1895 gebouwd in een eclectische bouwtrant. Het is architectuurhistorisch van belang als goed en gaaf voorbeeld van de eclectische architectuur rond 1900. | 1895      |                   | Vlamingstraat 41                         | 52° 0' 48" NB, 4° 21' 43" OL | 0503/426  | Pand met beneden- en bovenwoning, rond 1895 gebouwd in een eclectische bouwtrant. Het is architectuurhistorisch van belang als goed en gaaf voorbeeld van de eclectische architectuur rond 1900. |
| Pand met beneden- en bovenwoning, rond 1885 gebouwd in een eclectisch-classicistische bouwtrant. | 1885      |                   | Vlamingstraat 43                         | 52° 0' 48" NB, 4° 21' 44" OL | 0503/427  | Pand met beneden- en bovenwoning, rond 1885 gebouwd in een eclectisch-classicistische bouwtrant. |
| Pand met beneden- en bovenwoning, mogelijk uit de 19e eeuw. Voorgevel uitgevoerd als geblokt gepleisterde klokgevel. | 1800-1899 |                   | Vlamingstraat 46/48                      | 52° 0' 49" NB, 4° 21' 43" OL | 0503/712  | Pand met beneden- en bovenwoning, mogelijk uit de 19e eeuw. Voorgevel uitgevoerd als geblokt gepleisterde klokgevel. |
| Woonhuis, 19e-eeuws van karakter maar in oorsprong mogelijk ouder. Gevel op begane grond mogelijk en een later stadium gewijzigd. Het pand is van algemeen belang voor de gemeente Delft vanwege de cultuurhistorische waarde. | 1800-1900 |                   | Vlamingstraat 47                         | 52° 0' 48" NB, 4° 21' 44" OL | 0503/429  | Woonhuis, 19e-eeuws van karakter maar in oorsprong mogelijk ouder. Gevel op begane grond mogelijk en een later stadium gewijzigd. Het pand is van algemeen belang voor de gemeente Delft vanwege de cultuurhistorische waarde. |
| Woonhuis in sobere classicistische vormen. |           |                   | Vlamingstraat 49                         | 52° 0' 48" NB, 4° 21' 44" OL | 0503/714  | Woonhuis in sobere classicistische vormen. |
| Pand met beneden- en bovenwoning, in 1906 ontstaan bij een zeer ingrijpende verbouwing. Voorgevel daarbij geheel nieuw opgetrokken in een verzorgde eclectische bouwstijl verwant aan neostijlen en aan de Nieuw Kunst. | 1906      |                   | Vlamingstraat 50a/50b                    | 52° 0' 49" NB, 4° 21' 43" OL | 0503/715  | Pand met beneden- en bovenwoning, in 1906 ontstaan bij een zeer ingrijpende verbouwing. Voorgevel daarbij geheel nieuw opgetrokken in een verzorgde eclectische bouwstijl verwant aan neostijlen en aan de Nieuw Kunst. |
| Voormalig woonhuis, 19e-eeuws van karakter maar in opzet ouder. | 1880-1900 |                   | Vlamingstraat 52                         | 52° 0' 49" NB, 4° 21' 43" OL | 0503/717  | Voormalig woonhuis, 19e-eeuws van karakter maar in opzet ouder. |
| Woonhuis, in oorsprong wellicht 17e-eeuws of ouder, voorgevel in de 19e eeuw in een traditionalistisch-classicistische trant gewijzigd of vernieuwd. | 1600-1700 |                   | Vlamingstraat 55                         | 52° 0' 49" NB, 4° 21' 45" OL | 0503/719  | Woonhuis, in oorsprong wellicht 17e-eeuws of ouder, voorgevel in de 19e eeuw in een traditionalistisch-classicistische trant gewijzigd of vernieuwd. |
| Woonhuis, 19e-eeuws van karakter maar in opzet ouder. Links een bijbehorende overbouwde poort, de voormalige Brandpoort. De vroegere, op de 17e-eeuwse Kaart Figuratief aangegeven Brandpoort, is van belang als onderdeel van de historische stedenbouwkundige structuur. Hier zou volgens de overlevering de stadsbrand van 1536 zijn ontstaan. | 1800-1900 |                   | Vlamingstraat 56                         | 52° 0' 49" NB, 4° 21' 44" OL | 0503/718  | Woonhuis, 19e-eeuws van karakter maar in opzet ouder. Links een bijbehorende overbouwde poort, de voormalige Brandpoort. De vroegere, op de 17e-eeuwse Kaart Figuratief aangegeven Brandpoort, is van belang als onderdeel van de historische stedenbouwkundige structuur. Hier zou volgens de overlevering de stadsbrand van 1536 zijn ontstaan. |
| Pand met beneden- en bovenwoning, uit de tweede helft van de 19e eeuw, in een sobere traditionalistisch-classicistische bouwtrant. | 1850-1899 |                   | Vlamingstraat 57/59                      | 52° 0' 49" NB, 4° 21' 45" OL | 0503/720  | Pand met beneden- en bovenwoning, uit de tweede helft van de 19e eeuw, in een sobere traditionalistisch-classicistische bouwtrant. |
| Woonhuis uit het begin van de 19e eeuw in sobere empirevormen. Het is een goed voorbeeld van een middelgroot woonhuis met een gevel in empirestijl. | 1825      |                   | Vlamingstraat 58                         | 52° 0' 49" NB, 4° 21' 44" OL | 0503/722  | Woonhuis uit het begin van de 19e eeuw in sobere empirevormen. Het is een goed voorbeeld van een middelgroot woonhuis met een gevel in empirestijl. |
| Woonhuis, midden-19e-eeuws van karakter, in oorsprong mogelijk ouder. | 1850      |                   | Vlamingstraat 60                         | 52° 0' 49" NB, 4° 21' 44" OL | 0503/728  | Woonhuis, midden-19e-eeuws van karakter, in oorsprong mogelijk ouder. |
| Woonhuis in rijtje van drie woonhuizen, in 1872 gebouwd door, en vermoedelijk naar ontwerp van, aannemer Huurman. Sobere eclectisch-classicistische bouwstijl. Het pand is met de anderen in het rijtje van algemeen belang voor de gemeente Delft vanwege de cultuurhistorische waarde. | 1872      | Huurman           | Vlamingstraat 62                         | 52° 0' 50" NB, 4° 21' 44" OL | 0503/723  | Woonhuis in rijtje van drie woonhuizen, in 1872 gebouwd door, en vermoedelijk naar ontwerp van, aannemer Huurman. Sobere eclectisch-classicistische bouwstijl. Het pand is met de anderen in het rijtje van algemeen belang voor de gemeente Delft vanwege de cultuurhistorische waarde. |
| Woonhuis in rijtje van drie woonhuizen, in 1872 gebouwd door, en vermoedelijk naar ontwerp van, aannemer Huurman. Sobere eclectisch-classicistische bouwstijl. Het pand is met de anderen in het rijtje van algemeen belang voor de gemeente Delft vanwege de cultuurhistorische waarde. | 1872      | Huurman           | Vlamingstraat 64                         | 52° 0' 50" NB, 4° 21' 45" OL | 0503/724  | Woonhuis in rijtje van drie woonhuizen, in 1872 gebouwd door, en vermoedelijk naar ontwerp van, aannemer Huurman. Sobere eclectisch-classicistische bouwstijl. Het pand is met de anderen in het rijtje van algemeen belang voor de gemeente Delft vanwege de cultuurhistorische waarde. |
| Woonhuis in rijtje van drie woonhuizen, in 1872 gebouwd door, en vermoedelijk naar ontwerp van, aannemer Huurman. Sobere eclectisch-classicistische bouwstijl. Het pand is met de anderen in het rijtje van algemeen belang voor de gemeente Delft vanwege de cultuurhistorische waarde. | 1872      | Huurman           | Vlamingstraat 66                         | 52° 0' 50" NB, 4° 21' 45" OL | 0503/725  | Woonhuis in rijtje van drie woonhuizen, in 1872 gebouwd door, en vermoedelijk naar ontwerp van, aannemer Huurman. Sobere eclectisch-classicistische bouwstijl. Het pand is met de anderen in het rijtje van algemeen belang voor de gemeente Delft vanwege de cultuurhistorische waarde. |
| Winkelwoonhuis, in 1903 als melkinrichting met bovenwoning gebouwd in een verzorgde traditionalistische bouwtrant, naar ontwerp van C.J.L. Kersbergen, ten behoeve van de R.K. Delftsche Coöperatieve Vereeniging ¿Ons doel¿ die achter het pand een zuivelfabriek had die bereikbaar was vanaf de Houthaak. | 1903      | C.J.L. Kersbergen | Vlamingstraat 68/68b                     | 52° 0' 50" NB, 4° 21' 45" OL | 0503/726  | Winkelwoonhuis, in 1903 als melkinrichting met bovenwoning gebouwd in een verzorgde traditionalistische bouwtrant, naar ontwerp van C.J.L. Kersbergen, ten behoeve van de R.K. Delftsche Coöperatieve Vereeniging ¿Ons doel¿ die achter het pand een zuivelfabriek had die bereikbaar was vanaf de Houthaak. |
| Pand met beneden- en bovenwoning, in oorsprong 17e-eeuws of ouder, voorgevel 19e-eeuws van karakter. | 1600-1700 |                   | Vlamingstraat 69                         | 52° 0' 49" NB, 4° 21' 46" OL | 0503/729  | Pand met beneden- en bovenwoning, in oorsprong 17e-eeuws of ouder, voorgevel 19e-eeuws van karakter. |
| Woonhuis 19e-eeuws van karakter maar in aanleg wellicht 17e-eeuws of ouder. | 1800-1900 |                   | Vlamingstraat 70                         | 52° 0' 50" NB, 4° 21' 45" OL | 0503/730  | Woonhuis 19e-eeuws van karakter maar in aanleg wellicht 17e-eeuws of ouder. |
| Woonhuis, laat-19e-eeuws van karakter in sobere traditioneel neoclassicistische vormen. | 1875      |                   | Vlamingstraat 71                         | 52° 0' 49" NB, 4° 21' 46" OL | 0503/731  | Woonhuis, laat-19e-eeuws van karakter in sobere traditioneel neoclassicistische vormen. |
| Woonhuis in opzet 17e-eeuws of ouder, voorgevel in de 19e eeuw gemoderniseerd. Het pand is voor de gemeente Delft van algemeen belang vanwege de cultuurhistorische en bouwhistorische waarde. Het is een goed voorbeeld van een vrij fors woonhuis uit de 17e eeuw of ouder. | 1600-1700 |                   | Vlamingstraat 72                         | 52° 0' 50" NB, 4° 21' 45" OL | 0503/732  | Woonhuis in opzet 17e-eeuws of ouder, voorgevel in de 19e eeuw gemoderniseerd. Het pand is voor de gemeente Delft van algemeen belang vanwege de cultuurhistorische en bouwhistorische waarde. Het is een goed voorbeeld van een vrij fors woonhuis uit de 17e eeuw of ouder. |
| Bedrijfspand met bovenwoning, 19e-eeuws van karakter, maar in opzet mogelijk ouder en van eenzelfde opzet als het links belendende pand. | 1800-1899 |                   | Vlamingstraat 73                         | 52° 0' 49" NB, 4° 21' 46" OL | 0503/733  | Bedrijfspand met bovenwoning, 19e-eeuws van karakter, maar in opzet mogelijk ouder en van eenzelfde opzet als het links belendende pand. |
| Woonhuis, laat-18e- of vroeg-19e-eeuws van karakter maar in oorsprong ouder en van eenzelfde opzet als het rechts belendende pand. Het pand is voor de gemeente Delft van algemeen belang vanwege de cultuurhistorische waarde | 1875-1925 |                   | Vlamingstraat 79                         | 52° 0' 50" NB, 4° 21' 46" OL | 0503/735  | Woonhuis, laat-18e- of vroeg-19e-eeuws van karakter maar in oorsprong ouder en van eenzelfde opzet als het rechts belendende pand. Het pand is voor de gemeente Delft van algemeen belang vanwege de cultuurhistorische waarde |
| Woonhuis in blokje van twee woningen en een overbouwde openbare steeg, vroeger met de naam Fortuinpoort. Voorgevel 19e-eeuws van karakter maar het pand is in opzet mogelijk ouder. In de poortdoorgang rechts een natuurstenen gotische console. De poort is van belang als onderdeel van de historische stedenbouwkundige structuur van de stad. | 1800-1900 |                   | Vlamingstraat 81                         | 52° 0' 50" NB, 4° 21' 47" OL | 0503/738  | Woonhuis in blokje van twee woningen en een overbouwde openbare steeg, vroeger met de naam Fortuinpoort. Voorgevel 19e-eeuws van karakter maar het pand is in opzet mogelijk ouder. In de poortdoorgang rechts een natuurstenen gotische console. De poort is van belang als onderdeel van de historische stedenbouwkundige structuur van de stad. |
| Woonhuis in blokje van twee woningen en een overbouwde openbare steeg, vroeger met de naam Fortuinpoort. Voorgevel 19e-eeuws van karakter maar het pand is in opzet mogelijk ouder. In de poortdoorgang rechts een natuur stenen gotische console. | 1800-1900 |                   | Vlamingstraat 83                         | 52° 0' 50" NB, 4° 21' 47" OL | 0503/739  | Woonhuis in blokje van twee woningen en een overbouwde openbare steeg, vroeger met de naam Fortuinpoort. Voorgevel 19e-eeuws van karakter maar het pand is in opzet mogelijk ouder. In de poortdoorgang rechts een natuur stenen gotische console. |
| Woonhuis, in oorsprong 17e-eeuwsof ouder, voorgevel gewijzigd en verhoogd in de 19e eeuw toen het huis werd ingedeeld met een beneden- en bovenwoning Rechtsachter, grotendeels ook achter het rechts belendende pand, als achterhuis een sober bedrijfspand, mogelijk ooit een smederij of een deel van een stadsboerderij volgens overlevering ook herberg, later een schilderswerkplaats, uit de vroege 19e eeuw of ouder. Links een inpandige poort, in oorsprong de originele Houthaak. Het is van belang vanwege de ontstaansgeschiedenis en als voormalig bedrijfscomplex. De poort is van belang als onderdeel van de historische stedenbouwkundige structuur. | 1600-1700 |                   | Vlamingstraat 84/86                      | 52° 0' 51" NB, 4° 21' 47" OL | 0503/740  | Woonhuis, in oorsprong 17e-eeuwsof ouder, voorgevel gewijzigd en verhoogd in de 19e eeuw toen het huis werd ingedeeld met een beneden- en bovenwoning Rechtsachter, grotendeels ook achter het rechts belendende pand, als achterhuis een sober bedrijfspand, mogelijk ooit een smederij of een deel van een stadsboerderij volgens overlevering ook herberg, later een schilderswerkplaats, uit de vroege 19e eeuw of ouder. Links een inpandige poort, in oorsprong de originele Houthaak. Het is van belang vanwege de ontstaansgeschiedenis en als voormalig bedrijfscomplex. De poort is van belang als onderdeel van de historische stedenbouwkundige structuur. |
| Bedrijfspand met bovenwoning uit het eerste kwart van de 20e eeuw, in een traditionalistische bouwtrant. | 1900-1925 |                   | Vlamingstraat 85/87                      | 52° 0' 50" NB, 4° 21' 47" OL | 0503/742  | Bedrijfspand met bovenwoning uit het eerste kwart van de 20e eeuw, in een traditionalistische bouwtrant. |
| Pand voorheen winkelwoonhuis, uit de tweede helft van de 19e eeuw, in een sobere traditioneel-classicistische bouwtrant. | 1850-1900 |                   | Vlamingstraat 88/88A                     | 52° 0' 51" NB, 4° 21' 47" OL | 0503/745  | Pand voorheen winkelwoonhuis, uit de tweede helft van de 19e eeuw, in een sobere traditioneel-classicistische bouwtrant. |
| Pand met beneden-en bovenwoning uit de tweede helft van de 19e eeuw, in een sobere traditioneel-classicistische bouwtrant. | 1850-1900 |                   | Vlamingstraat 93/95                      | 52° 0' 50" NB, 4° 21' 48" OL | 0503/747  | Pand met beneden-en bovenwoning uit de tweede helft van de 19e eeuw, in een sobere traditioneel-classicistische bouwtrant. |
| Woonhuis in blokje van twee gespiegelde woonhuizen, in 1869 door Tijmen Bastiaan Huurman gebouwd in een sobere traditionalistisch-classicistische bouwtrant. Het pand is met het links belendende pand van algemeen belang voor de gemeente Delft vanwege de cultuurhistorische waarde. | 1869      | Huurman           | Vlamingstraat 99                         | 52° 0' 50" NB, 4° 21' 48" OL | 0503/748  | Woonhuis in blokje van twee gespiegelde woonhuizen, in 1869 door Tijmen Bastiaan Huurman gebouwd in een sobere traditionalistisch-classicistische bouwtrant. Het pand is met het links belendende pand van algemeen belang voor de gemeente Delft vanwege de cultuurhistorische waarde. |
| Woonhuis in blokje van twee gespiegelde woonhuizen, in 1869 door Tijmen Bastiaan Huurman gebouwd in een sobere traditionalistisch-classicistische bouwtrant. Het pand is met het rechts belendende pand van algemeen belang voor de gemeente Delft vanwege de cultuurhistorische waarde. | 1869      | Huurman           | Vlamingstraat 101                        | 52° 0' 50" NB, 4° 21' 48" OL | 0503/749  | Woonhuis in blokje van twee gespiegelde woonhuizen, in 1869 door Tijmen Bastiaan Huurman gebouwd in een sobere traditionalistisch-classicistische bouwtrant. Het pand is met het rechts belendende pand van algemeen belang voor de gemeente Delft vanwege de cultuurhistorische waarde. |
| Woonhuis, in 1923 gebouwd in een traditionalistische stijl. Het is architectuurhistorisch van belang als goed en gaaf voorbeeld van de traditionalistische architectuur rond 1925. | 1923      |                   | Vlamingstraat 107                        | 52° 0' 51" NB, 4° 21' 49" OL | 0503/750  | Woonhuis, in 1923 gebouwd in een traditionalistische stijl. Het is architectuurhistorisch van belang als goed en gaaf voorbeeld van de traditionalistische architectuur rond 1925. |
| Van oorsprong winkelwoonhuis, in opdracht van H.G. Wijnman in 1895 gebouwd volgens een ontwerp van C.J.L. Kersbergen uit 1894, in een traditionalistisch-classicistische bouwstijl. Het is van belang als goed en gaaf bewaard gebleven winkelwoonhuis in een traditionalistisch-classicistische stijl uit het einde der 19e eeuw. Het is van belang als werk in het oeuvre van de Delftse architect C.J.L. Kersbergen. | 1895      | H.G. Wijnman      | Vlamingstraat 111                        | 52° 0' 51" NB, 4° 21' 49" OL | 0503/736  | Van oorsprong winkelwoonhuis, in opdracht van H.G. Wijnman in 1895 gebouwd volgens een ontwerp van C.J.L. Kersbergen uit 1894, in een traditionalistisch-classicistische bouwstijl. Het is van belang als goed en gaaf bewaard gebleven winkelwoonhuis in een traditionalistisch-classicistische stijl uit het einde der 19e eeuw. Het is van belang als werk in het oeuvre van de Delftse architect C.J.L. Kersbergen. |
| Woonhuis met schuin erachter gelegen achterhuis, beide uit de 17e eeuw en later, mogelijk in het begin van de 19e eeuw, gemoderniseerd. Het pand is van algemeen belang voor de gemeente delft vanwege de cultuurhistorische en architectuurhistorische waarde. Een toegevoegde waarde wordt gevormd door de ligging op de hoek van de Vlamingstraat en de Oosterstraat schuin tegenover de buurt waar de Koepoort heeft gestaan. | 1600-1700 |                   | Vlamingstraat 113                        | 52° 0' 51" NB, 4° 21' 50" OL | 0503/737  | Meer afbeeldingen |
| Winkelwoonhuis, overwegend uit de 19e eeuw, in sobere traditioneel-classicistische vormen. Een toegevoegde waarde wordt gevormd door de markante ligging op de hoek van Nieuwe Lagendijk en Vrouwenrecht nabij het koor van de Nieuwe Kerk. | 1900      |                   | Vrouwenregt 1                            | 52° 0' 45" NB, 4° 21' 44" OL | 0503/97   | Winkelwoonhuis, overwegend uit de 19e eeuw, in sobere traditioneel-classicistische vormen. Een toegevoegde waarde wordt gevormd door de markante ligging op de hoek van Nieuwe Lagendijk en Vrouwenrecht nabij het koor van de Nieuwe Kerk. |
| Winkelwoonhuis, in de 19e eeuw gebouwd in een sobere eclectisch-classicistische bouwstijl. | 1800-1900 |                   | Vrouwenregt 2b/3                         | 52° 0' 46" NB, 4° 21' 43" OL | 0503/597  | Winkelwoonhuis, in de 19e eeuw gebouwd in een sobere eclectisch-classicistische bouwstijl. |
| Winkelwoonhuis, uit de 19e eeuw in traditioneel-classicistische vormen. Pui circa 1900. Pand in oorsprong mogelijk daterend uit de 16e of 17e eeuw. | 1800-1899 |                   | Vrouwenregt 6/7                          | 52° 0' 46" NB, 4° 21' 42" OL | 0503/1893 | Winkelwoonhuis, uit de 19e eeuw in traditioneel-classicistische vormen. Pui circa 1900. Pand in oorsprong mogelijk daterend uit de 16e of 17e eeuw. |
| Winkelwoonhuis, in opzet 17e-eeuws of ouder, gevel gemoderniseerd in de 19e eeuw, in classicistische bouwtrant. Het pand is voor de gemeente Delft van algemeen belang vanwege de cultuurhistorische en bouwhistorische waarde. | 1600-1700 |                   | Vrouwjuttenland 8/8a                     | 52° 0' 47" NB, 4° 21' 37" OL | 0503/412  | Winkelwoonhuis, in opzet 17e-eeuws of ouder, gevel gemoderniseerd in de 19e eeuw, in classicistische bouwtrant. Het pand is voor de gemeente Delft van algemeen belang vanwege de cultuurhistorische en bouwhistorische waarde. |
| Winkelwoonhuis, in oorsprong 17e-eeuws of ouder, in het midden van de 19e eeuw, wellicht in 1843, verhoogd en van een nieuwe voorgevel voorzien in een ingetogen decoratieve traditionalistisch-classicistische trant. De pui is vermoedelijk ontstaan toen het links belendende pand erbij werd getrokken en dateert wellicht uit 1887. | 1600-1699 |                   | Vrouwjuttenland 10/10a                   | 52° 0' 47" NB, 4° 21' 37" OL | 0503/603  | Winkelwoonhuis, in oorsprong 17e-eeuws of ouder, in het midden van de 19e eeuw, wellicht in 1843, verhoogd en van een nieuwe voorgevel voorzien in een ingetogen decoratieve traditionalistisch-classicistische trant. De pui is vermoedelijk ontstaan toen het links belendende pand erbij werd getrokken en dateert wellicht uit 1887. |
| Winkelwoonhuis, gebouwd in een sobere traditioneel-classicistische trant vermoedelijk in 1887 als uitbreiding van het rechts belendende pand. Het pand is met het rechts belendende pand voor de gemeente Delft van algemeen belang vanwege de cultuurhistorische waarde. Het is van belang als goed en gaaf voorbeeld van een winkelwoonhuis in traditionalistisch-classicistische vormen uit de tweede helft van de 19e eeuw. Het pand is met het rechts belendende pand van belang als ensemble van een dubbel bedrijfspand met bovenwoning dat in 1887 het huidige uiterlijk kreeg. | 1887      |                   | Vrouwjuttenland 12                       | 52° 0' 47" NB, 4° 21' 37" OL | 0503/602  | Winkelwoonhuis, gebouwd in een sobere traditioneel-classicistische trant vermoedelijk in 1887 als uitbreiding van het rechts belendende pand. Het pand is met het rechts belendende pand voor de gemeente Delft van algemeen belang vanwege de cultuurhistorische waarde. Het is van belang als goed en gaaf voorbeeld van een winkelwoonhuis in traditionalistisch-classicistische vormen uit de tweede helft van de 19e eeuw. Het pand is met het rechts belendende pand van belang als ensemble van een dubbel bedrijfspand met bovenwoning dat in 1887 het huidige uiterlijk kreeg. |
| Dubbelpand met op de begane grond winkel-/bedrijfsruimte en daarboven woningen. Voorgevel uit het laatste kwart van de 19e eeuw, in en sobere traditionalistisch-classicistische architectuur. | 1845-1900 |                   | Vrouwjuttenland 14/14a/14b/14c           | 52° 0' 47" NB, 4° 21' 36" OL | 0503/598  | Dubbelpand met op de begane grond winkel-/bedrijfsruimte en daarboven woningen. Voorgevel uit het laatste kwart van de 19e eeuw, in en sobere traditionalistisch-classicistische architectuur. |
| Winkelwoonhuis, 19e-eeuws van karakter met voorgevel in traditioneel-classicistische vormen. In oorsprong mogelijk ouder. Winkelpui uit 1894 in eclectisch-classicistische vormen, ontworpen door C.J.L. Kersbergen. | 1894      | C.J.L. Kersbergen | Vrouwjuttenland 32/34                    | 52° 0' 48" NB, 4° 21' 35" OL | 0503/1185 | Winkelwoonhuis, 19e-eeuws van karakter met voorgevel in traditioneel-classicistische vormen. In oorsprong mogelijk ouder. Winkelpui uit 1894 in eclectisch-classicistische vormen, ontworpen door C.J.L. Kersbergen. |
| Woonhuis, in 1862 gebouwd als pand met beneden- en bovenwoning, in een sobere traditioneel-classicistische bouwtrant. Rond 1920 verbouwd tot één woning waarbij een kozijn met twee voordeuren werd vervangen door kozijn met één fraai uitgevoerde deur met zij- en bovenlichten. | 1862      |                   | Vrouwjuttenland 36                       | 52° 0' 48" NB, 4° 21' 34" OL | 0503/1186 | Woonhuis, in 1862 gebouwd als pand met beneden- en bovenwoning, in een sobere traditioneel-classicistische bouwtrant. Rond 1920 verbouwd tot één woning waarbij een kozijn met twee voordeuren werd vervangen door kozijn met één fraai uitgevoerde deur met zij- en bovenlichten. |